# Szydłowiec
Szydłowiec (łac. Schydlowiecz, niem. Schiedlowietz, ros. Шидловец, jid. ‏שידלאָווצע‎, Szidlowce) – miasto w południowej części województwa mazowieckiego, siedziba powiatu szydłowieckiego i gminy Szydłowiec. Położone na Przedgórzu Iłżeckim nad rzeką Korzeniówką. Liczba mieszkańców 11 837 (31 grudnia 2017). Ośrodek wydobycia i obróbki piaskowca oraz przemysłu elektromaszynowego. Historycznie położony w ziemi radomskiej.

## Nazwa
Najwcześniej udokumentowana nazwa miasta pochodzi z początku XV w. (1401). Pogląd wzięty z miejscowych podań, jakoby nazwa Szydłowiec miałaby wziąć się od nazwiska jego właścicieli wydaje się być błędny. Odrowążowie, którzy je posiadali od czasów lokacji miasta, przyjęli nazwisko Szydłowieckich dopiero w drugiej połowie XV w. przez synów Jakuba: Stanisława, Piotra i Mikołaja.
Źródłosłowem dla utworzenia nazwy był Szydłów. Przyrostek -ec wskazuje, że jest to nazwa zdrobniała. Prawdopodobnie początek Szydłowcowi dali osadnicy pochodzący z Szydłowa.

## Geografia
Miasto położone jest w południowej części województwa mazowieckiego, nieopodal granicy z województwem świętokrzyskim, pomiędzy Radomiem (28 km) a Skarżyskiem-Kamienną (14 km). Znajduje się w północnej części Przedgórza Iłżeckiego, które z kolei wyodrębnia się spośród regionów Wyżyny Kieleckiej .
Szydłowiec należał do ziemi sandomierskiej, następnie znajdował się w województwie o tej samej nazwie. Dlatego przynależy do Małopolski. Miejscowi regionaliści podają tezy o samodzielnym regionie, którego głównym ośrodkiem miałby być Szydłowiec. Tezę taką wysunął Tomasz Palacz, mówiąc o ziemi szydłowieckiej jako jednostce geograficzno-kulturowej. Po raz pierwszy propozycję takiego rozpatrywania położenia miasta pod względem czysto geograficznym podała Danuta Słomińska-Paprocka, umieszczając je na Wyżynie Szydłowieckiej. Jednak takie jednostki fizycznogeograficzne nie istnieją w powszechnie przyjętej regionalizacji kraju .
Szydłowiec jest położony na platformie paleozoicznej. Jego okolice uległy fałdowaniu kaledońskiemu (czego dowodem jest Przedgórze Iłżeckie) i zlodowaceniu środkowopolskiemu, co potwierdzają występujące stożki sandrowe. Występuje tu wiele surowców, takich jak: głębokie rudy żelaza, wapień, margiel, gliny ogniotrwałe i ceramiczne, piaskowiec wielu odmian oraz obfite zasoby piasku i żwirów.
Miasto nie posiada jednostek pomocniczych. Rozwój historyczny układu przestrzennego Szydłowca pozwala wyodrębnić kilka części miasta. W historycznym śródmieściu znajdują się: Główne Miasto, Skałka, Składów i Plebańskie Przedmieście. Obszar centrum miasta uzupełniają: Zapłotki i Praga. Kolejny obszar miejski tworzą: część południowa z Podgórzem, os. Powstańców, Korzonkiem i Polankami; część wschodnia z os. Kolejowa, os. Wschód i Dąbrową, część północno-zachodnia ze Starą Wsią, Podzamczem, os. Nad Zalewem, Wymysłowem i Zielonką, część południowo-zachodnia ze Starym, Majdowskim i Nowym Książkiem oraz północna z Ireną, Kozią Wolą i Niwami. W 2017 Urząd Miejski wyodrębnił dla celów statystycznych 10 obszarów przestrzennych:
| L.p. | Nazwa                              | Obszar                                                                              | Ulice                              | Powierzchnia | L. ludności | Gęstość |
| L.p. | Nazwa                              | Obszar                                                                              | Ulice                              | Powierzchnia | 2015        | 2015    |
| ---- | ---------------------------------- | ----------------------------------------------------------------------------------- | ---------------------------------- | ------------ | ----------- | ------- |
| 1.   | os. Kolejowa                       | Dąbrowa, os. Kolejowa, Zapłotki (część)                                             | Chopina, Kolejowa,                 |              | 1 973       |         |
| 2.   | os. Książek                        | Książek Majdowski, Nowy Książek, Stary Książek                                      |                                    |              | 445         |         |
| 3.   | os. Nad Zalewem                    | tożsamy                                                                             |                                    |              | 1 115       |         |
| 4.   | os. Podzamcze                      | tożsamy                                                                             | Dworska                            |              | 325         |         |
| 5.   | os. Powstańców                     | Korzonek, Polanki                                                                   | Armii Krajowej, Basenowa, Brzozowa |              | 914         |         |
| 6.   | os. Praga                          | Irena, Kozia Wola, Niwy, Praga                                                      | Browarska                          |              | 875         |         |
| 7.   | os. Stara Wieś                     | tożsamy                                                                             |                                    |              | 830         |         |
| 8.   | os. Wschód                         | Folwark Szydłówek, os. Wschód, Zapłotki (część)                                     | Anteckiego                         |              | 3 207       |         |
| 9.   | Stare Miasto z przyległymi ulicami | Główne Miasto, Plebańskie Przedmieście, Podgórze, Skałka, Składów, Zapłotki (część) | Bankowa, Chopina                   |              | 2 001       |         |
| 10.  | Wymysłów i Zielonka                | Wymysłów, Zielonka                                                                  |                                    |              | 84          |         |

Miasto położone jest w strefie umiarkowanej, kontynentalnej. Średnia temperatura powietrza w styczniu waha się od −4 do −3 °C, zaś w lipcu najczęściej odnotowywaną miarą jest 18 °C, co daje średnią temperaturę roczną ok. 7 °C. Występuje tu klimat przejściowy między wpływem oceanu i kontynentu, gdzie dominują czynniki kontynentalne. Toteż roczna średnia opadów atmosferycznych w mieście waha się między 500 a 400 mm wody. Przenikająca w głąb Polski strefa wpływu klimatu morskiego wpływa na Szydłowiec długim okresem wegetacyjnym roślin (200–210 dni).

## Historia

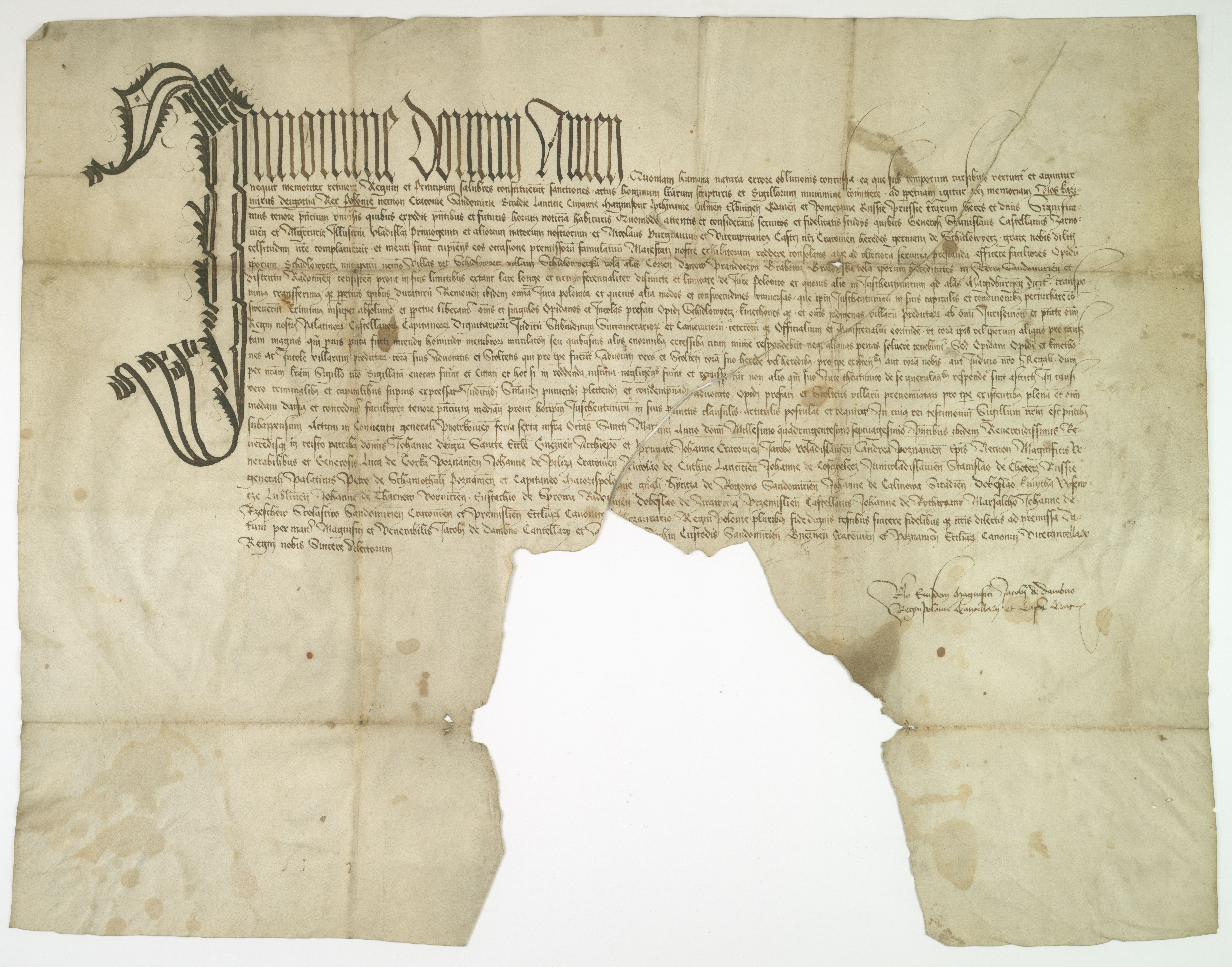
Zachowany dokument Kazimierza Jagiellończyka z 1470 roku przenoszący miasto Szydłowiec z prawa polskiego na niemieckie (AGAD).

### Wieś i miasto Szydłowieckich (do 1548)
Najprawdopodobniej miejscowość została założona w XII wieku na prawie polskim. W obrębie wyspy, leżącej w rozlewiskach rzeki Korzeniówki, wybudowano niewielki gród. Zapleczem gospodarczym grodu była wieś leżąca w bliskim sąsiedztwie wyspy, nazywana zapewne wówczas Sydłowiec (obecnie Stara Wieś). Istnienie grodu i osady wiąże się z działalnością rodu Odrowążów. Prawdopodobnie w pierwszej połowie XIV wieku, 0,5 km na wschód od Starej Wsi, powstała niewielka osada targowa przy zbiegu lokalnych dróg, na dogodnym do zasiedlenia terenie położonym na wzniesieniu prawego brzegu Korzeniówki. Miejscowość określono tą samą nazwą. Założenie nowego Szydłowca należy wiązać z powolnym ożywieniem gospodarczym regionu zniszczonego po najeździe tatarskim i wtórną kolonizacją. Król Kazimierz Wielki miał przenieść Szydłowiec z innymi wsiami z prawa polskiego na niemieckie – średzkie, co stanowiło pierwszą wzmiankę źródłową o istnieniu wsi.
Drogą rodzinnych podziałów miasto przypadło bocznej linii Odrowążów z Chlewisk, jako „dziedzicom na Szydłowcu”. Pierwszymi Odrowążami, używającymi nazwiska Szydłowiecki, byli najprawdopodobniej bracia Jakub i Sławko. Najstarsza wzmianka o nich pojawiła się w dokumencie z 1401 roku. Wtedy to uposażyli oni w Szydłowcu kościół parafialny św. Zygmunta. Jakub i Sławko nadali dotychczasowej osadzie prawa miejskie. Zostały one potwierdzone dokumentem z 8 lutego 1427 roku, określającym prawa i powinności szydłowieckich mieszczan. W dokumencie z 1427 roku znajduje się pierwsza wzmianka o eksploatacji miejscowego kamienia, istnieniu rzemiosła tkackiego oraz młynarstwa i piwowarstwa.
W początkach XV wieku miasto składało się z rynku, otoczonego czterema blokami działek, oraz piątego bloku przylegającego do terenu kościoła, usytuowanego wzdłuż południowej strony drogi wiodącej do Wąchocka. Rynek założono w miejscu dawnego placu targowego osady, który z grubsza wyregulowano. Na zapleczu wąskiego bloku południowym znajdował się drewniany kościół parafialny, z cmentarzem. Własnością kościoła była południowa część miasta, otoczona drogą idącą do Woli Szydłowieckiej i drogą do Skarżyska.
W dniu 13 listopada 1470 roku na sejmie piotrkowskim Kazimierz Jagiellończyk nadał miastu prawa magdeburskie. W latach 1470–1480 z inicjatywy Stanisława Szydłowieckiego zostaje wybudowany murowany, gotycki zamek, wzniesiony w miejscu istniejącego już grodu. Na przełomie XV i XVI wieku, Szydłowieccy ufundowali nowy, murowany z piaskowca, późnogotycki kościół farny.

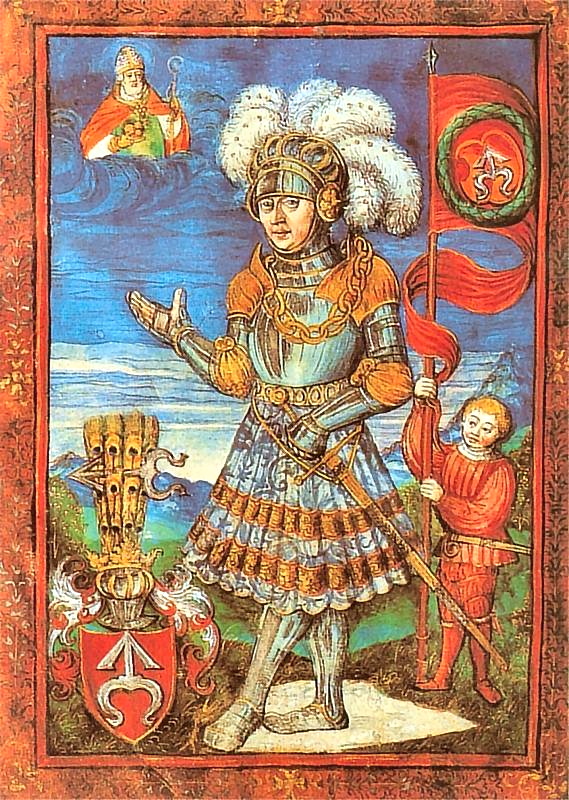
Mikołaj Szydłowiecki, mal. Stanisław Samostrzelnik (Biblioteka Kórnicka)

Rozwój nowożytnego Szydłowca wiąże się z Mikołajem Szydłowieckim, który wraz z bratem Krzysztofem, należał do najwybitniejszych postaci epoki Odrodzenia. Począwszy od 1505 roku Mikołaj zabiegał o rozwój miasta, zyskując przywileje królewskie na dwa nowe jarmarki, cotygodniowy targ piątkowy i skład żelaza oraz poszerzając, drogą wykupu, granice miasta. Szydłowiec stanowił ośrodek rynku lokalnego, o czym świadczy targ tygodniowy oraz pięć jarmarków. Przed 1529 rokiem powstała nowa dzielnica zwana Skałką, rozciągająca się w kierunku północnym wzdłuż traktu do Skrzynna i Radomia, po dzisiejszą ul. Zamkową. Miała ona plac targowy, odciążający rynek miasta lokacyjnego. Dzięki uzyskanemu od Zygmunta Starego przywilejowi na skład żelaza produkowanego w województwie sandomierskim, dającemu monopol na hurtowy handel tym towarem w północnej Małopolsce, powstał trzeci rynek dla przechowywania i sprzedaży tego surowca. Zlokalizowano go u zbiegu drogi radomskiej i skrzyńskiej, nazywając Składowym (ob. pl. Wolności).
Równolegle z ekspansją miasta w kierunku północnym postępowała zabudowa terenów na południe od Rynku Wielkiego, wzdłuż drogi prowadzącej do Iłży i Wąchocka, a stanowiących własność kościelną. Nazwaną tę ulicę Rynkiem Plebanim a. Proboszczowskim. Ponadto w mieście istniały ulice: Zatylna (ob. Zakościelna), Kościelna (ob. Kamienna), Poprzeczna (ob. 1-go Maja), Podzamecka (ob. Kąpielowa), Skałeczna lub Długa (ob. cz. ul. Radomskiej od Rynku W. do pl. M. Konopnickiej), Szpitalna (ob. cz. ul. Radomskiej od pl. M. Konopnickiej do pl. Wolności) oraz Składowska (ob. nie istnieje). W 1529 roku M. Szydłowiecki erygował kościół św. Ducha i św. Anny ze szkołą parafialną, szpitalem i przytułkiem dla starców i ubogich, który zbudowano na pograniczu Skałki i Składowa.
Za Mikołaja Szydłowieckiego dokonano w latach 1515–1526 przebudowy gotyckiego domu, a następnie rozbudowy zamku na renesansową rezydencję. Mikołaj kontynuował prace w kościele farnym, do którego sprowadził z Pragi relikwie św. Zygmunta. W narożniku cmentarza przykościelnego postawiono murowaną dzwonnicę. Mikołaj założył także park wokół zamku, poszerzył fosę oraz utworzył zwierzyniec i ogród włoski.

### Siedziba „hrabstwa” Radziwiłłów (1548–1802)

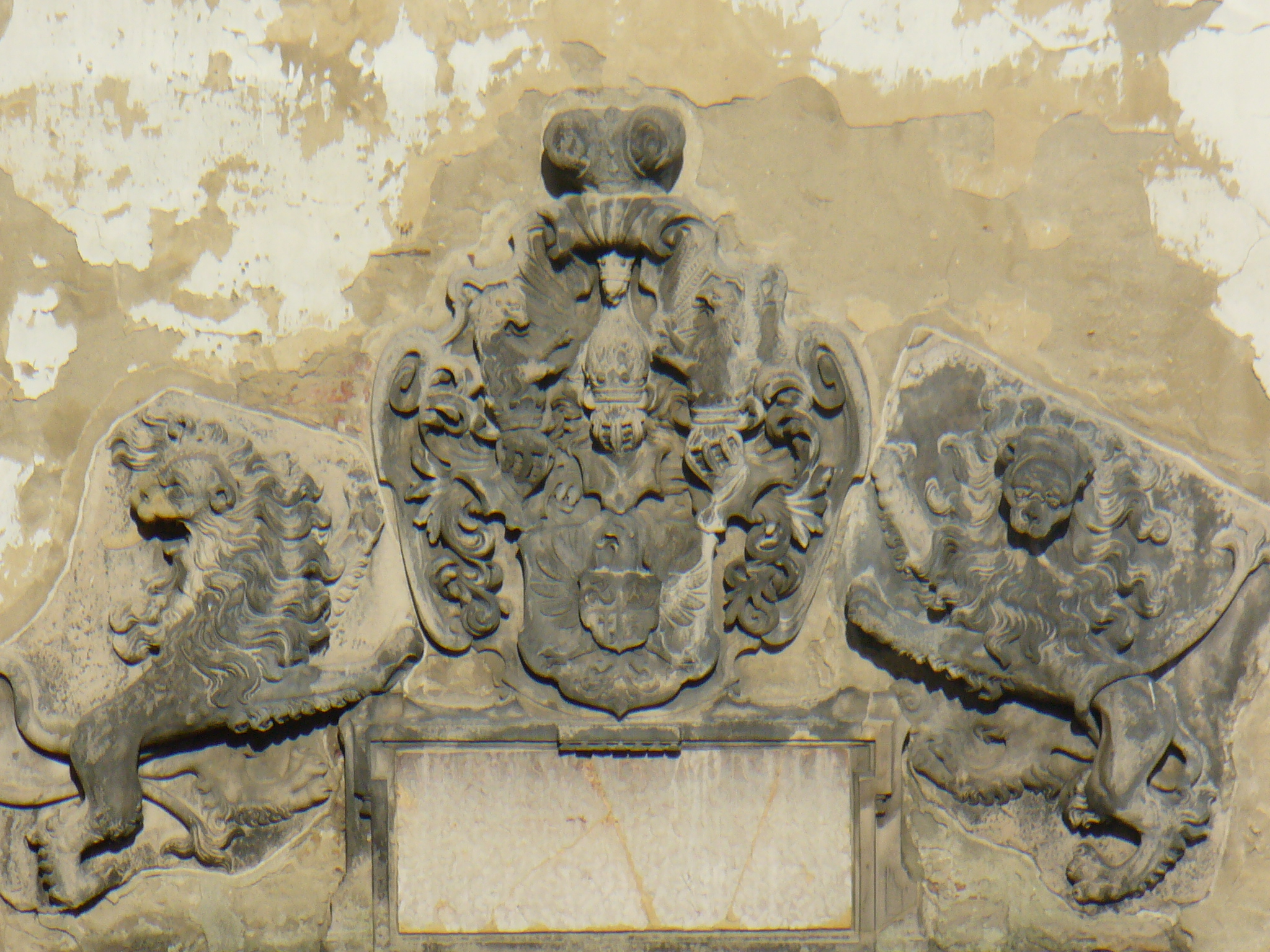
Kartusz herbowy Mikołaja Krzysztofa Radziwiłła „Sierotki” nad portalem wejściowym zamku, 1670–1680.

Na Mikołaju i Krzysztofie zamykają się dzieje linii męskiej rodu Szydłowieckich. W 1548 roku, poprzez małżeństwo córki Krzysztofa, Elżbiety z Mikołajem Radziwiłłem „Czarnym” miasto z otaczającymi je dobrami przeszło w posiadanie nowożeńca. Nowy właściciel miasta otrzymał tytuł hrabiego na Szydłowcu od cesarza Ferdynanda I i chętnie go używał. Rezydował na stałe w Nieświeżu, a dobrami szydłowieckimi zarządzali w jego imieniu starostowie i dzierżawcy.
Choć nowi właściciele Szydłowca nie mieszkali tu stale, troszczyli się o rozwój miasta i zabiegali o kolejne przywileje królewskie. Dekretem Zygmunta Augusta z 1550 roku Szydłowiec otrzymał dwa kolejne jarmarki. Szydłowieccy kupcy mogli też handlować na obszarze całej Rzeczypospolitej, zwolnieni od opłat targowych i ceł wodnych. Handlowali żelazem, drewnem, wyrobami skórzanymi, szklanymi, płodami rolnymi. Podejmowano dalekie wyprawy handlowe na Ruś i Litwę.
Mikołaj Krzysztof Radziwiłł zw. Sierotką zatwierdził 1 stycznia 1591 roku w Nieświeżu wszystkie prawa miejskie Szydłowca. Na mieszczan nałożono obowiązek wystawiania na wyprawy wojenne 12 dobrze uzbrojonych i wyćwiczonych pieszych oraz utrzymywanie ich swoim kosztem. Jednocześnie zezwolił na utworzenie w mieście bractwa kupców, do którego mieli należeć także handlujący żelazem i wyrobami ze szkła . Miejscowość w pierwszej połowie XVII wieku przeżywała okres swojego największego rozkwitu. Szydłowiec był wówczas miastem średniej wielkości liczącym ponad 1100 mieszkańców, ważnym ośrodkiem wytwórczości żelaza oraz górnictwa skalnego i kamieniarstwa. Miasto słynęło z kilkutygodniowych jarmarków, ściągając kupców z miast Prus Królewskich, Kujaw i Śląska. Pojawił się wówczas pierwszy herb miasta, przedstawiający krzywaśń na renesansowej tarczy, w książęcej koronie.
Radziwiłłowie dokonali przebudowy i rozbudowy zamku. W jego okolicy znajdował się folwark oraz zwierzyniec i ogrody. Albrycht Władysław Radziwiłł wraz z żoną Anną byli fundatorami ołtarzy w kościele parafialnym. Dzięki inwestycjom właścicieli, rady miejskiej i mieszczan, a także dużemu zapotrzebowaniu w całym kraju, na początku XVII wieku rozwinęło się w Szydłowcu na dużą skalę wydobycie tutejszego piaskowca i jego obróbka. W mieście rozwijały się też inne rzemiosła, m.in.: szewstwo, kuśnierstwo, kowalstwo, kuźnictwo, ślusarstwo, hutnictwo, konwisarstwo, czapnictwo, młynarstwo, piwowarstwo. W 1602 roku na Rynku Wielkim władze miejskie rozpoczęły budowę ratusza. Do jej realizacji zaangażowano Kaspra Fodygę i Jana Herbka (ukończono ją w 1629 roku).
Od pierwszej połowy XVII wieku w mieście istniała kolonia włoska, w 1610 roku burmistrzem był Włoch, Albrechta Fodyga. Włosi byli najczęściej rzemieślnikami budowlanymi, gł. architektami, murarzami i kamieniarzami. W latach 70. XVI wieku poświadczona jest obecność Szkotów, przybywających do Polski ze względów ekonomicznych. Źródła wymieniają majętne rodziny Russelów, Sanxterów, Nernów, Mangwillanów. Większość z nich zaczynała swą karierę od drobnego handlu, dochodząc z czasem do znacznego majątku. Zdecydowana większość Szkotów szydłowieckich była katolikami, chociaż wizytacja biskupia z 1617 roku wymienia dwóch szkockich kalwinistów. W końcu XVI wieku pojawiają się Żydzi; w 1584 roku wspomniany jest Żyd Przasnisz. Obok tych mniejszości narodowych, służbę na dworze Radziwiłłów pełnili Litwini, o czym świadczy nagrobek w kościele farnym.

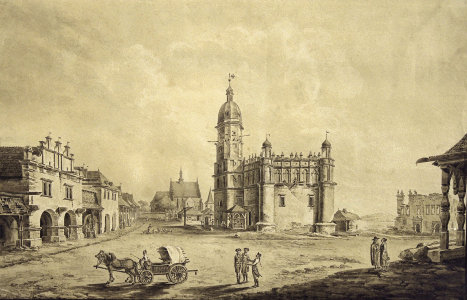
Widok Rynku w Szydłowcu, mal. Zygmunt Vogel, 1795

Mimo obfitości dostępnego materiału budowlanego oraz cegielni koło miasta, budowano przeważnie domy drewniane, które ulegały pożarom. Wzmianki źródłowe w księgach miejskich i cechowych oraz relacje świadków z XVIII i pierwszej połowy XIX wieku wskazują na istnienie w Szydłowcu kamienic murowanych. Przekonuje o tym widok rynku namalowany w 1795 roku przez Z. Vogla, na którym oprócz ratusza widać cztery okazałe kamienice. Wzniesiono je w XVI i XVII wieku, uległy one ruinie po katastrofalnym wyludnieniu miasta na przełomie XVII i XVIII wieku. Najokazalszą była piętrowa kamienica w pierzei wsch., z podcieniami na filarach, zwieńczona dwustrefową attyką. Elewację kamienic wzbogacały obramienia okien i dekoracyjny fryz (pozostałe domy uwidocznione przez Vogla pochodziły z okresu późniejszego).
Miasto nie posiadało trwałych umocnień: na tyłach parcel, stanowiących granice miasta, stały stodoły lub drewniany parkan. Na wylotach gł. drogi przecinającej miasto istniały bramy Radomska i Wąchocka, pełniące funkcje celno-porządkowe. Pozostałe ulice zamykały furty. W rynku przed ratuszem umieszczono pręgierz oraz studnię z daszkiem na 4 słupach. W okolicy ratusza stała też kamienna kolumna z balustradą, na której umieszczony był posąg kobiety zwanej Zośką.
Pierwsza połowa XVII wieku była okresem wielkiego rozkwitu miasta i prosperity mieszkańców. Następny okres, do początku XVIII wieku okazał się czasem jego największego upadku. W latach 1625–1654 Szydłowiec był nękany przez epidemie, spowodowane powstaniami kozackimi i prowadzonymi przez Rzeczpospolitą wojnami ze Szwecją. Zwłaszcza III wojna północna spowodowała katastrofalne wyludnienie miasta (ok. 90%) i ruinę majątkową mieszkańców. Wiele placów i domostw stało pustką, większość domów została uszkodzona, zrujnowana i spustoszona. Likwidacji uległa szkoła parafialna. Opuszczone posesje były przejmowane przez dwór, któremu zależało na zwiększeniu dochodów i znalezieniu nowych właścicieli.

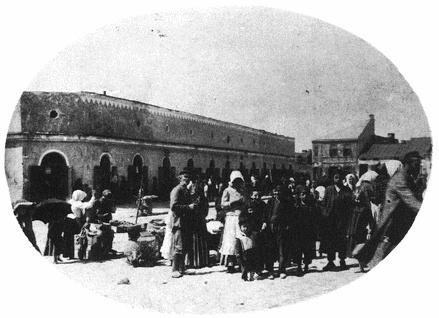
Jatki na Rynku Skałecznym, fot. XIX w.

Aby pozyskać nowych osadników, zagwarantowano im ulgi podatkowe i bezpłatne a częściowo płatne parcele budowlane. W 1696 roku Dominik Mikołaj Radziwiłł wydał dokument, w którym zachęcał osadników do zajmowania wolnych domostw i gwarantował im bezpieczeństwo majątków. Wtedy to nastąpił lawinowy napływ do miasta żydowskich rzemieślników i kupców. Było ich tak wielu, że już w 1711 roku konieczna była budowa synagogi. O zgodę na jej wybudowanie zabiegał kolejny właściciel miasta, Michał Antoni Radziwiłł. Najprawdopodobniej także w tym czasie powstała gmina żydowska i kirkut. Żydzi osiedlali się głównie na Skałce i przy drodze do Składowa. Z czasem Rynek Skałeczny zaczęto nazywać Żydowskim oraz wybudowano na nim dwa równoległe ciągi parterowych sukiennic. W końcu XVIII wieku starozakonni stanowili już ¼ ogółu mieszkańców. W dniu 28 lipca 1788 roku Mikołaj Radziwiłł określił granice dzielnic katolickiej i żydowskiej. Stopniowo przybywało ludności żydowskiej, która z czasem zdominowała życie gospodarcze miasta. Żydzi szydłowieccy mieli rozległe kontakty handlowe m.in. z Gdańskiem i Krakowem.

### Ożywienie w okresie Sapieżyńskim (1802–1828)
Po III rozbiorze Polski Szydłowiec znalazł się w zaborze austriackim – dystrykcie radomskim, prowincji Galicji Zachodniej. Po przyłączeniu do Księstwa Warszawskiego północnych terenów Galicji (1809), jako miasto powiatowe należał do departamentu radomskiego. Po utworzeniu w 1815 roku Królestwa Polskiego miasto weszło do obwodu opoczyńskiego w woj. sandomierskim (od 1837 roku do guberni radomskiej). Od 1842 roku Szydłowiec należał do pow. opoczyńskiego, a od 1866 roku – koneckiego.

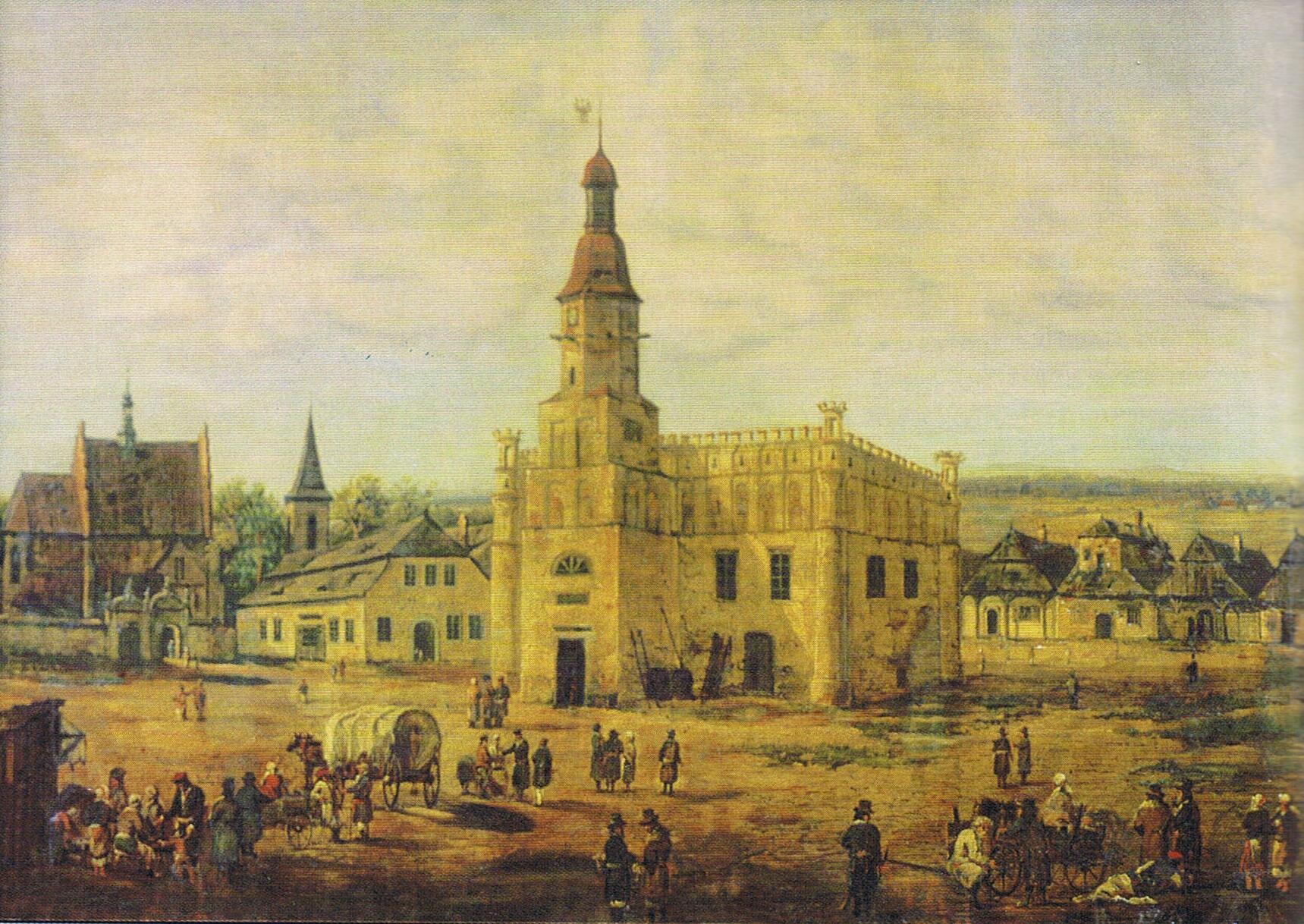
Rynek w Szydłowcu, mal. J. Szermentowski, 1854, MN Kielce

Po śmierci Macieja Radziwiłła (2 września 1800 roku) Szydłowiec przeszedł w ręce Anny z Zamoyskich Sapieżyny, która zakupiła dobra hrabstwa szydłowieckiego wystawione przez rząd austriacki na publicznej licytacji w 1802 roku w Krakowie. W Rynku Wielkim, zwanym też Katolickim, stanął w 1819 roku klasycystyczny budynek szkoły elementarnej, wzniesiony kosztem właścicielki. Wygląd rynku przekazał Józef Szermentowski na obrazie namalowanym w 1854 roku. W Rynku Katolickim znajdowały się drewniane, parterowe domy z podcieniami, zajazdy oraz karczmy. Po zdewastowaniu ratusza przez Austriaków w 1809 roku, postanowiono go przebudować.

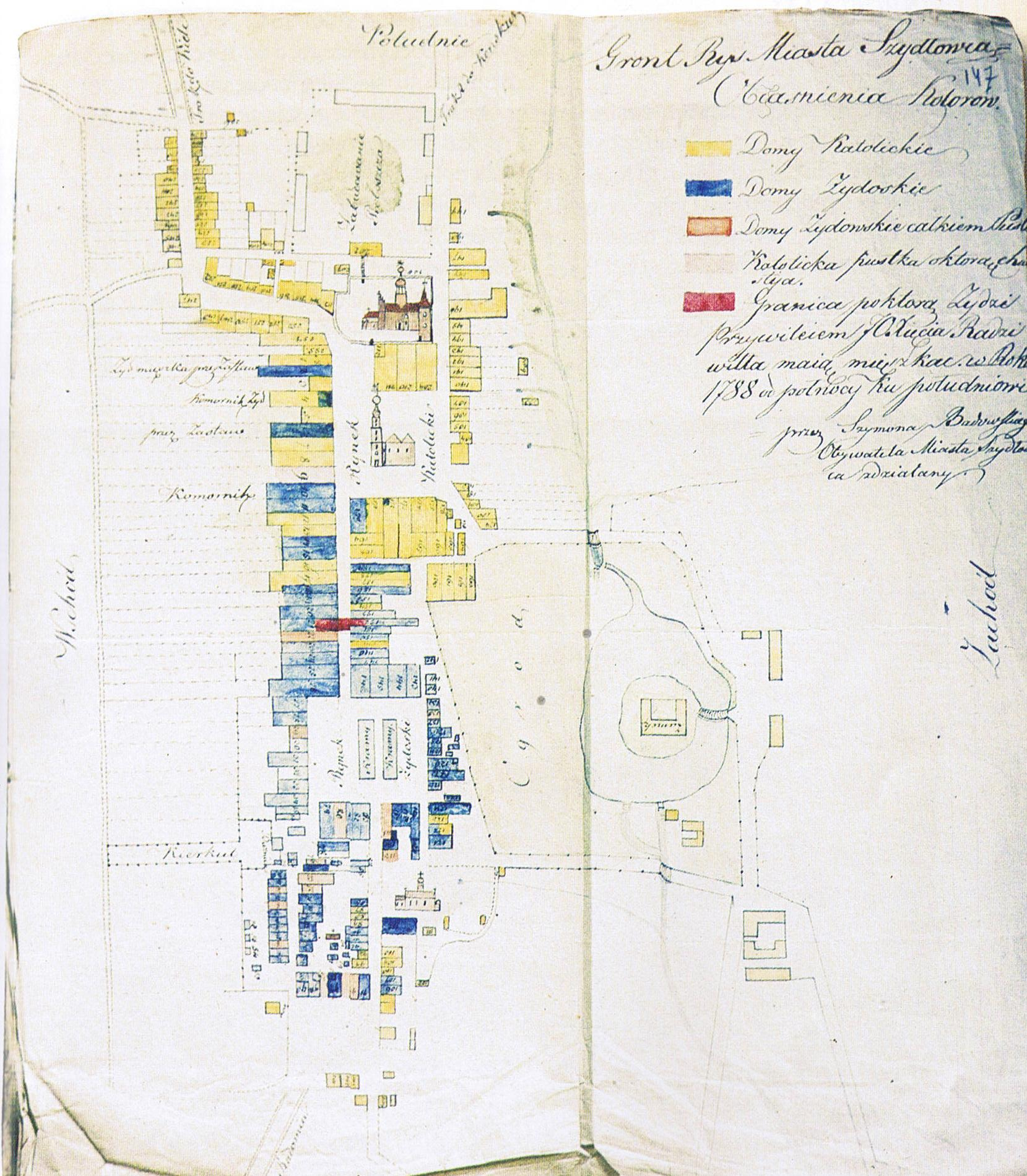
Plan Miasta Szydłowca wykonany w 1820 roku przez Szymona Badowskiego

Powiat szydłowiecki obejmował wówczas samsonowskie, suchedniowskie i bodzentyńskie dobra rządowe, czyli poważną część Staropolskiego Okręgu Przemysłowego. W latach 1839–1846 istniała w Szydłowcu Niedzielna Szkoła Rzemieślnicza, założona z inicjatywy plenipotenta księżnej, Stanisława Staszica. Szydłowiec stał się w pierwszej połowie XIX wieku ośrodkiem przemysłowym Wschodniego Zagłębia, czego dowodem jest zlokalizowanie tu dyrekcji obwodu górniczego oraz związanego z eksploatacją drzewa i produkcją węgla nadleśnictwa.
Przy murowanej synagodze znajdowała się szkoła wyznaniowa – cheder, który przejściowo był ośrodkiem chasydyzmu. W 1828 roku odbywało się w mieście 12 jarmarków rocznie i dwa targi w tygodniu. Handlowano głównie zwierzętami i zbożem oraz wyrobami rzemieślniczymi. Sapieżyna kontynuowała urządzanie wnętrz zamkowych oraz zadbała o malownicze otoczenie swej siedziby. Między zamkiem a miastem urządzono ogród spacerowy o charakterze krajobrazowo-romantycznym. Księżna, ostatnia właścicielka zamku i miasta, sprzedała 17 marca 1828 dobra szydłowieckie skarbowi Królestwa Polskiego.

### Szydłowiec doby samorządu w Dobrach Rządowych (1828–1918)

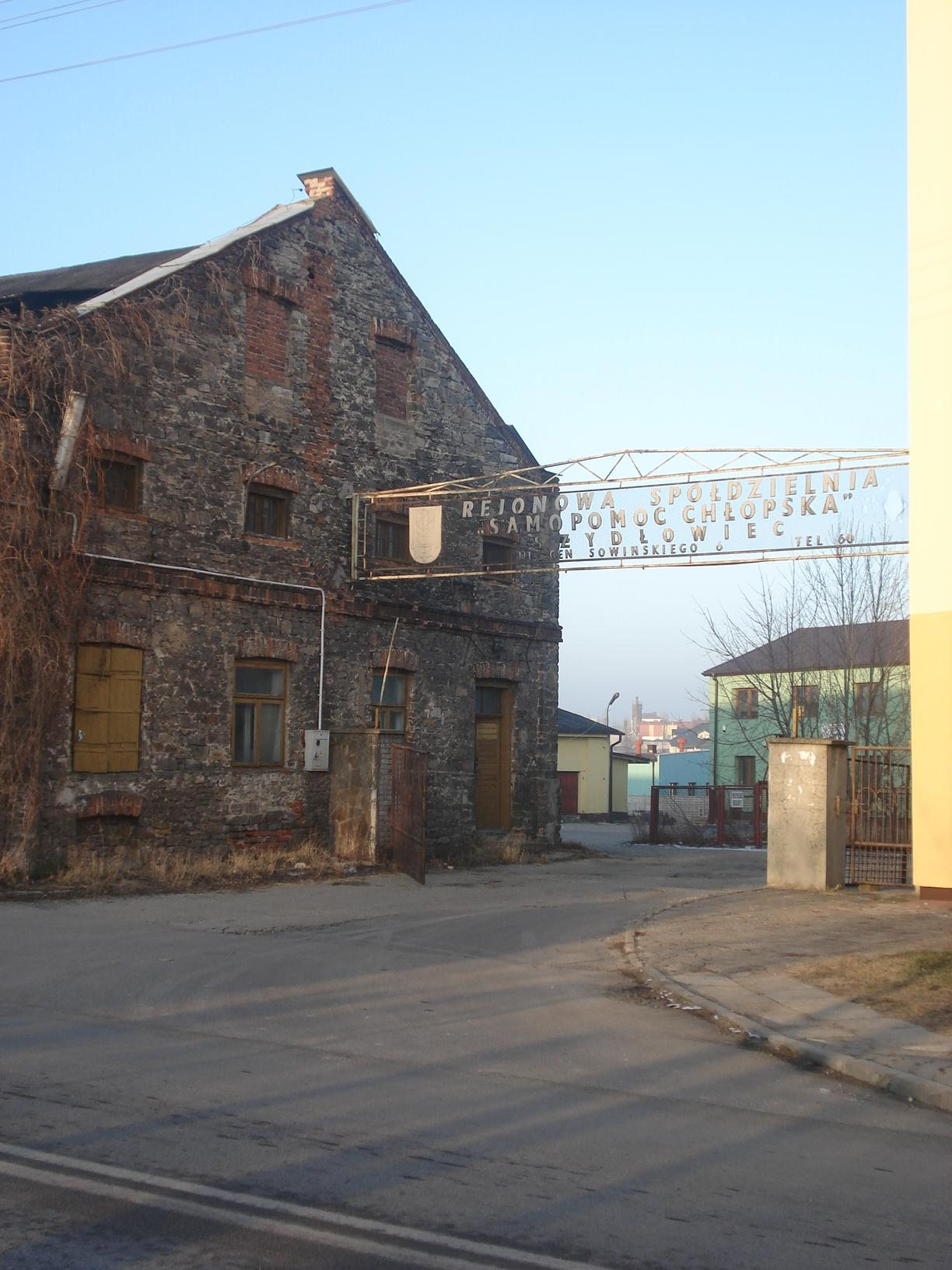
Browar, siedziba Szydłowieckiej Fabryki Wódek i Likierów „Eigemann”

W niszczejącym od lat 30. XIX wieku zamku zamierzano urządzić fabrykę sukna lub szkołę. W drugiej połowie stulecia urządzono w nim skład zbożowy, a następnie skład piwa. Przy ul. Browarnej, za dawnym chmielnikiem, wymurowano z kamienia lodownię oraz browar. W 1837 roku przy ul. Ogrodowej stanęły murowane jatki z 13 kramami. W mieście wzrosła liczba domów murowanych, budowano także domy piętrowe gł. przy Rynkach i ul. Radomskiej. W 1876 roku w mieście wybuchł katastrofalny pożar, który strawił 85% zabudowy, w tym kościół szpitalny. W trakcie odbudowy, po pożarze zrezygnowano z przywrócenia domów w południowym bloku Rynku Katolickiego, na miejscu których założono skwer. W związku z ożywieniem budowlanym, rozwinęła się eksploatacja miejscowych złóż piaskowca. Piaskowiec szydłowiecki eksportowano m.in. do Petersburga drogą kolejową przez stację w Jastrzębiu.

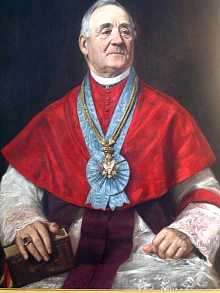
ks. A. Malanowicz, mal. J. Styka, kościół św. Zygmunta

W czasie powstania styczniowego, w nocy 22/23 stycznia 1863 roku miejscowość była miejscem starć korpusu Mariana Langiewicza, zaś 27 maja i 8 listopada oddziałów Dionizego Czachowskiego. Wydarzenia te upamiętnia pomnik na cmentarzu, a także figury przydrożne. W okresie powstania w mieście stacjonowało wojsko rosyjskie w sile ok. 400 żołnierzy kwaterujących w domach przy rynku i w ratuszu oraz w koszarach na obrzeżu miasta od strony Kielc, w zamku mieścił się lazaret. Podobna była liczba powstańców, którzy zgromadzili się w obozie w lesie k. Sadku. Wyparli oni z miasta Rosjan, którzy jednak wkrótce powrócili, biorąc do niewoli kilkudziesięciu powstańców i zabijając 36 mieszkańców. Jednym z inspiratorów i przywódców powstańczego ruchu w gub. radomskiej w 1861-'64 był szydłowiecki proboszcz ks. Aleksander Malanowicz. W konsekwencji został on uwięziony, a majątek kościelny uległ konfiskacie. Po powstaniu Szydłowiec znalazł się w powiecie koneckim.
W 1862 roku miasto liczyło 4022 mieszkańców, w tym 2961 Żydów (73,6%), w tymże roku zrównano Żydów w prawach obywatelskich, którzy od tego czasu tworzyli osobny stan, nie zaliczany do mieszczańskiego. W 1885 roku w odległości 5 km od miasta przeprowadzono linię kolejową Dąbrowa Górnicza – Kielce – Radom – Dęblin. Na przełomie XIX/XX wieku nastąpił rozwój przemysłu oraz wzrost ludności, co spowodowało ekspansję terytorialną miasta w kierunku wschodnim. Zabudowane zostały tereny dawnego zwierzyńca na Podzamczu, między rzeką a Starą Wsią. W nowej, wschodniej części miasta, powstałej w miejscu dawnych działek rolniczych, wytyczono ul. Główną (ob. ul. T. Kościuszki) biegnącą równolegle do starego traktu.
Na początku XX wieku, w mieście rozwija się przemysł browarniczy, garbarski i obróbki piaskowca oraz metalowy i konfekcyjny. Do I wojny światowej czynne były dwie odlewnie i emaliernie, huta szkła, fabryka kafli, cegielnia, fabryka guzików. Piaskowiec szydłowiecki wydobywano w kamieniołomach Antoni, Edward, Stanisław i Władysław. Była też fabryka narzędzi rolniczych, wozów i bryczek. Przed wybuchem I wojny światowej w mieście istniały dwie szkoły: dwuklasowa szkoła męska i jednoklasowa – żeńska.

### II Rzeczpospolita (1918–1939)

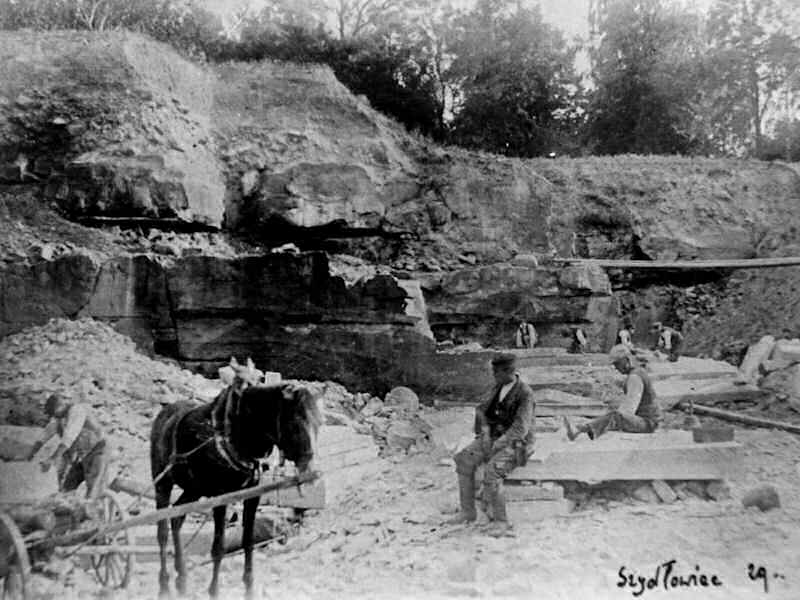
Kamieniołom Katza, 1929

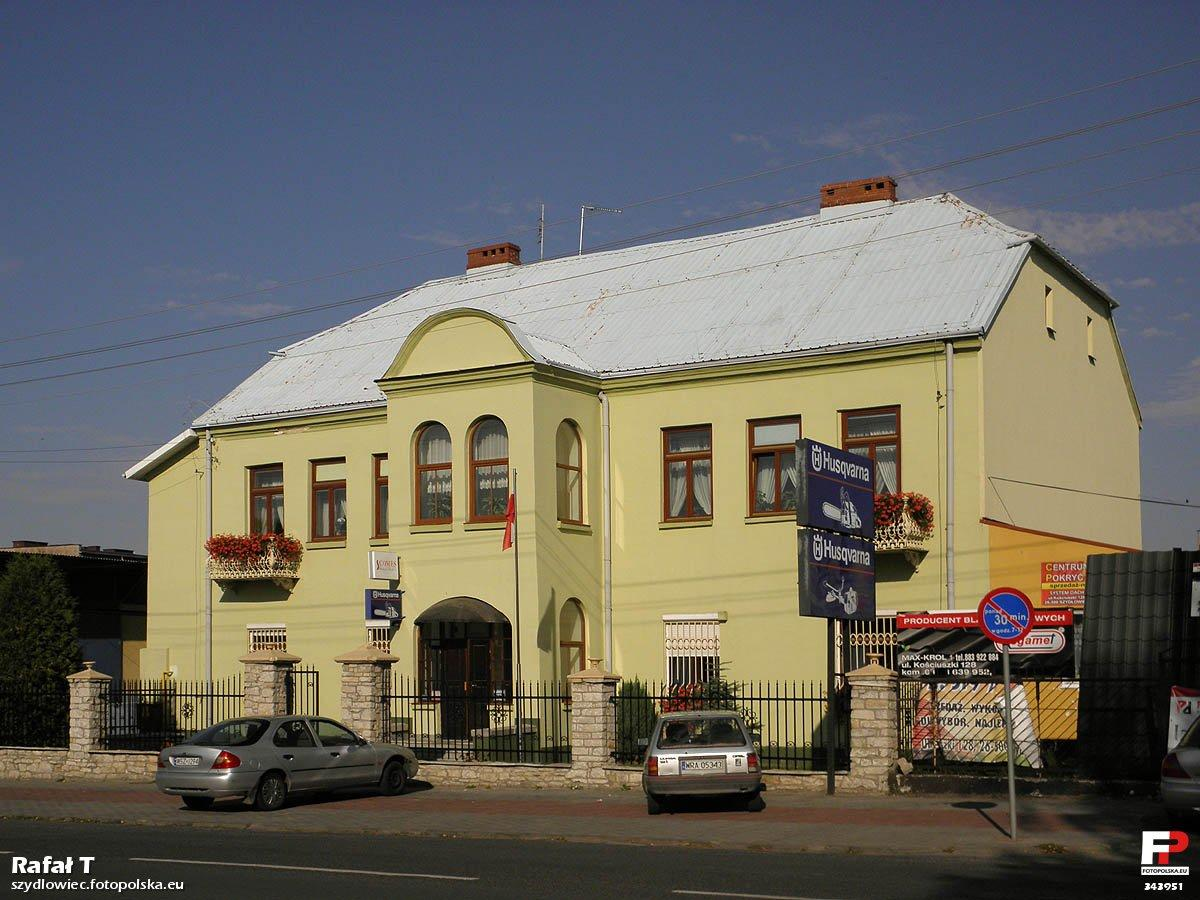
Poczta Główna, siedziba Urzędu Pocztowego Polskiej Poczty, Telegrafu i Telefonu w 1928–1975

W czasie I wojny światowej Szydłowiec znalazł się pod okupacją austriacką. W październiku 1914 roku wojska austriackie wysadziły wieżę ratusza i uszkodziły kościół. Po wojnie miasto znalazło się w powiecie koneckim, w województwie kieleckim. W listopadzie 1918 roku rozpoczęła działalność Rada Miejska. Na skwerze w rynku wzniesiono w 1923 roku pomnik Tadeusza Kościuszki, wykuty przez Edwarda Ziółkowskiego. W 1925 roku rozszerzono granice miasta poprzez włączenie wsi: Podzamcze, Stara Wieś, Podgórze i Polanki. W tym okresie wytyczono kilka nowych ulic oraz place Niepodległości i Targowica. Przez miasto poprowadzono również kolejkę wąskotorową łączącą Chlewiska z dworcem kolejowym w Szydłowcu. W mieście działały liczne kamieniołomy i zakłady kamieniarskie m.in.: Piklów, Podkowińskich, Anteckich, Kasprzaków, Majewskich i Dworaków. W 1938 roku Władysław Trzeciakowski założył fabrykę gwoździ do podków Pokowiak. Przy ul. Głównej, w miejscu dzisiejszego Zespołu Szkół Zawodowych istniała fabryka powozów i bryczek braci Węgrzeckich. Od 1923 roku produkowała również karoserię do powozi samochodu typu AS, współpracując z firmą Jana Łaskiego w Warszawie. Sto taksówek dla Warszawy skonstruowano w tych dwóch kooperujących ze sobą firmach, kursowały one jako pierwsze taksówki w Polsce.
Przed wybuchem II wojny światowej miasto liczyło około 11 000 mieszkańców, w tym 7200 Żydów. Szydłowiecka gmina żydowska zaliczana była do gmin wielkich. Przy budynku właściciela garbarni, wzniesionym przy ul. Garbarskiej wraz z sąsiadującym domem modlitwy chasydów, znajdowała się od strony ogrodu kuczka w formie drewnianego ganku.

### II wojna światowa (1939–1945)

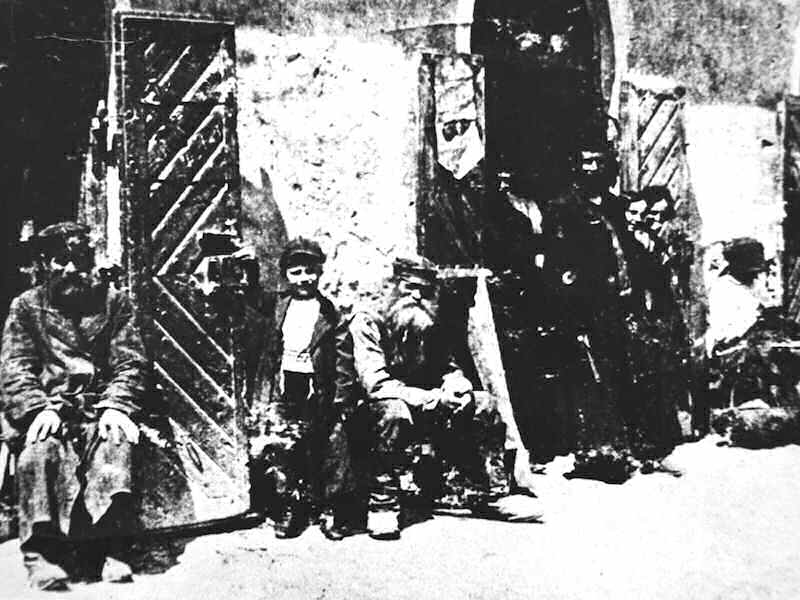
Kupcy żydowscy przed składami jatek na Rynku Skałecznym, w bramie pod szyldem rzeźnik–kiełbaśnik, 30. XX w.

8 września 1939 roku miasto zajęli Niemcy. W zaciętych walkach o utrzymanie szosy w rejonie Baraku zginęło 124 żołnierzy ze zgrupowania 36 Dywizji Piechoty – 163 i 165 pułku piechoty oraz 36 pal, straty niemieckie wyniosły 232 zabitych i rannych, 52 zniszczone samochody pancerne i 7 czołgów. Wydarzenie to upamiętnia pomnik i kwatery poległych żołnierzy na cmentarzu.
Podczas okupacji miasto, wchodzące w skład dystryktu radomskiego, doznało poważnych strat. Jako duże skupisko ludności żydowskiej zamienione zostało w otwarte getto, w którym do końca 1939 roku gromadziło się coraz więcej Żydów, wykorzystywanych do prac przymusowych, m.in. w obozach pracy na Lubelszczyźnie i w Skarżysku. Już 23 września 1939 roku wydano rozporządzenie zobowiązujące Żydów do noszenia na ramieniu opaski z gwiazdą Dawida, a w ciągu następnych kilkunastu miesięcy pozbawiono ich praw publicznych i majątków. W miejsce zlikwidowanej gminy żydowskiej utworzono Żydowską Radę Starszych.
W sierpniu 1942 roku w getcie na zamku zamknięto około 16 300 Żydów, których większość 23 września wysiedlono i skierowano do obozu zagłady w Treblince. Wkrótce potem powtórnie zgromadzono około 5000 Żydów. W czasie likwidacji wtórnego getta 13 stycznia 1943 roku ulica Kolejowa prowadząca do dworca stała się krwawą drogą Żydów. Wraz z zagładą ludności żydowskiej hitlerowcy zniszczyli zabudowę miasta i budynki fabryczne, zniszczenia sięgały 50% stanu przedwojennego. Terror okupanta dotknął wszystkich mieszkańców, rozstrzeliwanych na cmentarzu żydowskim, na placach i ulicach miasta, na Firleju w Radomiu. Wiele osób zginęło w więzieniach i obozach zagłady. W sierpniu 1943 roku w lesie koło uroczyska Korzonek, zamordowano 14 mieszkańców Śmiłowa i Krzczonowa, na ulicy Kościuszki dokonano egzekucji 7 mieszkańców Szydłowca.
Okolice Szydłowca były także terenem działań majora Henryka Hubala – Dobrzańskiego.
Wkrótce po klęsce wrześniowej w Szydłowcu zawiązały się ogniwa podziemnych organizacji: Służba Zwycięstwu Polski, Związku Walki Zbrojnej, Polski Niepodległej, Narodowej Organizacji Wojskowej, Batalionów Chłopskich, a od 1942 roku Armii Krajowej. Organizacje te rozwinęły ożywioną działalność konspiracyjną, dokonały wielu akcji sabotażowych i dywersyjnych, m.in. na liniach kolejowych, energetycznych i telefonicznych, przy rozbijaniu aresztów i obozów Baudienstu, rozbijaniu posterunków oraz w przeciwdziałaniu kontyngentom na wsi.
W czerwcu 1944 roku, podobwód AK Szydłowiec – Modrzew liczył 4 oficerów, 7 podchorążych, 50 podoficerów i 146 żołnierzy szeregowych. Wzięli oni udział w akcji Burza, w kompanii 72 pułku piechoty AK Ziemi Radomskiej. W roku 1945 uczestniczyli w akcjach na więzienia w Kielcach i Radomiu, podczas których uwolniono żołnierzy AK uwięzionych przez władzę ludową.
16 stycznia 1945 roku miasto zostało zajęte oddziały  69 Armii 1 Frontu Białoruskiego pod dowództwem generała Władimira Kołpakcziego. Razem z wojskami radzieckimi do miasta wszedł oddział partyzancki złożony ze zbiegłych z miejscowych gett Żydów, który podczas okupacji działał w okolicy miasta.
Wojnę przeżyło zaledwie 3000 mieszkańców. W ciągu 1945 roku powróciło około 100 Żydów, jednak wkrótce opuścili oni Szydłowiec.

### Okres powojenny (1945–1990)

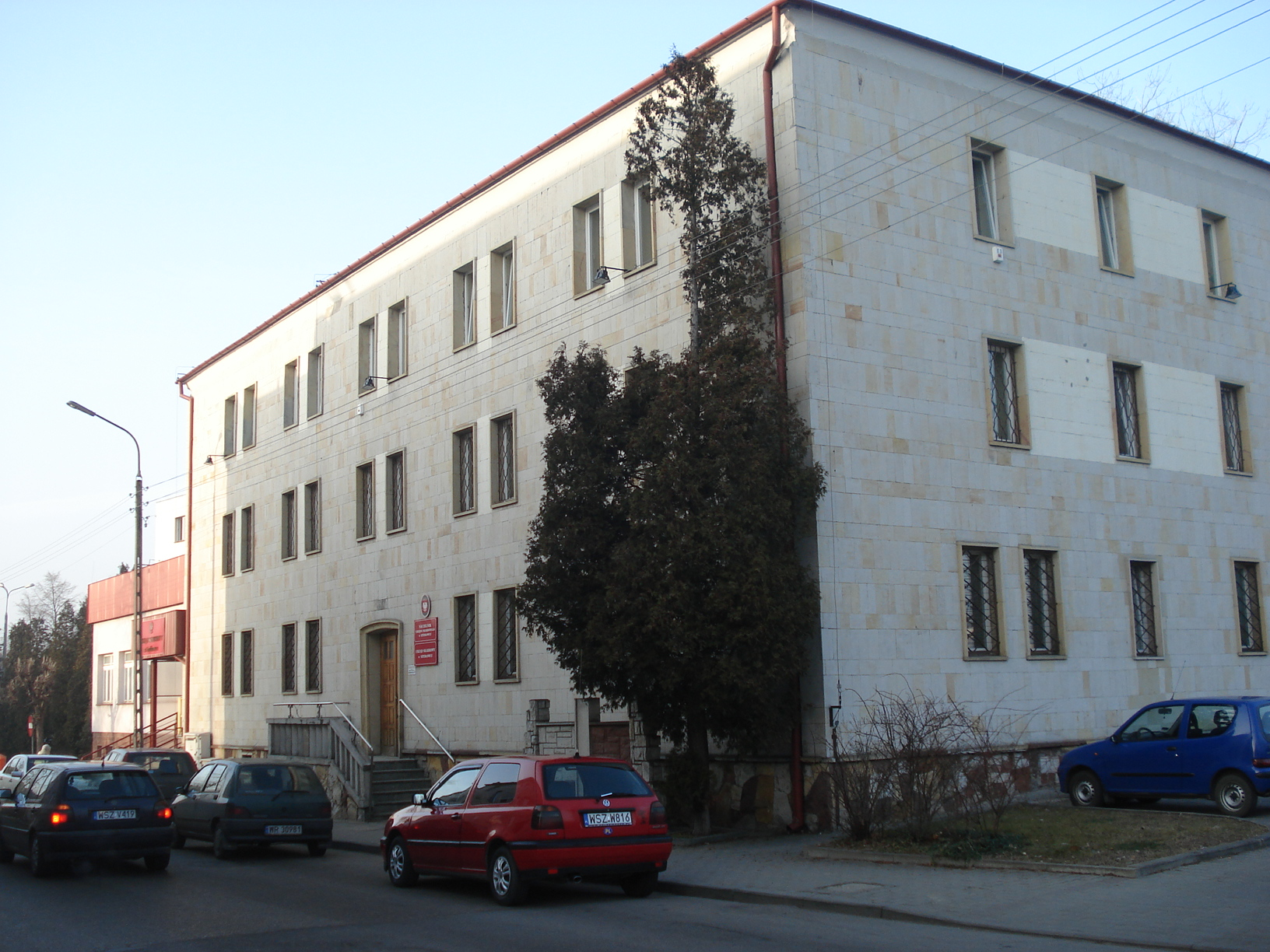
Dom Górnika

W roku 1951 upaństwowiono wiele prywatnych kamieniołomów i zakładów, np.: Kasprzaka, Anteckiego, Dworaka, Podkowińskiego, Pikla, Majewskiego, Brzostowskiego, tworząc Szydłowiecko-Kunowskie Zakłady Wydobycia i Obróbki Piaskowca, podległe dyrekcji w Radomiu. W roku 1957 dyrekcję przeniesiono do Szydłowca, zaś w latach 60. XX wieku wyodrębniono z nich kamieniołomy w: Nietulisku, Dołach Biskupich, Podolu i Karsach, i od tej pory przybrały nazwę Szydłowieckich Zakładów Kamienia Budowlanego. W roku 1978 zostały one przeniesione w pobliże stacji kolejowej, gdzie oddano do użytku najnowocześniejszy wówczas i największy w kraju zakład obróbki kamienia, wykorzystując przede wszystkim piaskowiec wydobywany w kamieniołomie w Śmiłowie.
W oparciu o dawną fabryczkę Podkowiak, przekształconą w 1944 roku w Fabrykę Wyrobów Metalowych Podkowiak inż. Kindler i S-ka, w latach 50. XX wieku powstała pod zarządem państwowym Szydłowiecka Fabryka Wyrobów Metalowych, produkująca gwoździe budowlane i specjalne. Fabryka ta została wówczas rozbudowana, a poprzez powiększenie parku maszynowego uruchomiono również produkcję siatki ogrodzeniowej. W roku 1962 przejęły ją Warszawskie Zakłady Wytwórcze Urządzeń Elektronowych Warel. W latach 1968–1973 rozbudowano zakład, a w styczniu 1977 roku został on usamodzielniony i przybrał nazwę Zakłady Elektroniki Przemysłowej Profel. Rozwinął się też przemysł garbarski i spożywczy, a także spółdzielczość pracy i handel.
W latach 1954–1975 Szydłowiec stał się z powrotem siedzibą władz powiatowych, co spowodowało rozwój miasta. W rejonie placu Marii Konopnickiej i ulicy Zamkowej wybudowano pierwsze bloki mieszkalne, przy samym zaś placu siedzibę władz powiatowych. Zabudowano teren po zamkniętym w 1957 roku starym cmentarzu żydowskim, a nagrobki przeniesiono na cmentarz przy ulicy Wschodniej, rozebrano też wówczas resztki synagogi publicznej.
W mieście powstawały nowe osiedla mieszkaniowe między innymi: Osiedle Przydworcowe, Północ, Wschód, Kolejowa, Przy Zalewie i Polanki. W roku 1974 urządzono nową targowicę, a w rok później otwarto przychodnię obwodową. Przy szosie tranzytowej wzniesiono dom towarowy z restauracją i pocztę oraz dworzec autobusowy. Uciążliwy przejazd przez miasto skończył się z chwilą zbudowania w 1991 roku obwodnicy. Równolegle podejmowano inwestycje komunalne: ujęcie wody, sieć wodno-kanalizacyjną, nowe nawierzchnie ulic i placów, remonty budynków, restauracje zabytków, zakładanie nowych skwerów, a przy ulicy Podgórze, w rozlewisku Korzeniówki, urządzono zalew.
Równolegle z rozbudową miasta następował rozwój oświaty. Już w 1945 roku otwarto Liceum Ogólnokształcące, przy którym od 1956 roku działa Społeczne Ognisko Artystyczne, z zespołami wokalno-instrumentalnymi. W następnym roku przy ulicy Zamkowej uruchomiono szkołę zawodową, którą w 1957 roku przeniesiono na teren dawnej fabryki powozów. Pracę wznowiła biblioteka publiczna, powstała również biblioteka pedagogiczna. W mieście funkcjonowały dwie szkoły podstawowe i trzy publiczne przedszkola. W odrestaurowanym zamku urządzono w latach 60. XX wieku dom kultury, Muzeum Ludowych Instrumentów Muzycznych oraz Międzywojewódzką Pracownię Konserwacji Dzieł Sztuki, która wykonywała konserwację muzealiów i zabytków ruchomych z obszaru województw kieleckiego i radomskiego. W latach 1966–1990 działało na zamku Towarzystwo Miłośników Ziemi Szydłowieckiej, którego zbiory zostały przekazane muzeum z myślą o stałej wystawie historii miasta.

### Czasy współczesne (1990-2010)
Szydłowiec 1 stycznia 1999 roku z powrotem został siedzibą powiatu, wchodzącego w skład województwa mazowieckiego. W 2000 roku oddano do użytku przy ulicy Wschodniej nowoczesne pawilony szkoły podstawowej i gimnazjum, według projektu Andrzeja Ślusarka. We wrześniu 2003 roku rozpoczęło działalność Centrum Kształcenia Praktycznego i Ustawicznego, dawne warsztaty szkół zawodowych. W ramach projektu Orlik 2012 w 2008 roku wybudowano kompleks boisk sportowych dla młodzieży.
Polska Organizacja Turystyczna pod patronatem prezydenta Rzeczypospolitej, przyznała miastu i jego mieszkańcom w roku 2004 tytuł Piękniejsza Polska. W 2005 roku Szydłowiec otrzymał tytuł Stolicy Kulturalnej Mazowsza. Miasto otrzymało 100 tysięcy złotych na organizację imprez kulturalnych promujących region. Gmina Szydłowiec w 2007 roku znalazła się w gronie laureatów konkursu Gmina Fair Play. W wyniku czego Szydłowiec został wpisany do bazy gmin przyjaznych inwestorom; zostały o tym powiadomione krajowe i zagraniczne media, ambasady i organizacje gospodarcze. Uzyskanie certyfikatu Gminy Fair Play to przede wszystkim kolejny krok do powiększenia i ożywienia szydłowieckiego rynku pracy. Urząd Miejski w Szydłowcu ma prawo do wykorzystywania w celach promocyjnych godła i tytułu Gmina Fair Play – Certyfikowana Lokalizacja Inwestycji.

## Demografia
Piramida wieku mieszkańców Szydłowca w 2014 roku.

## Gospodarka

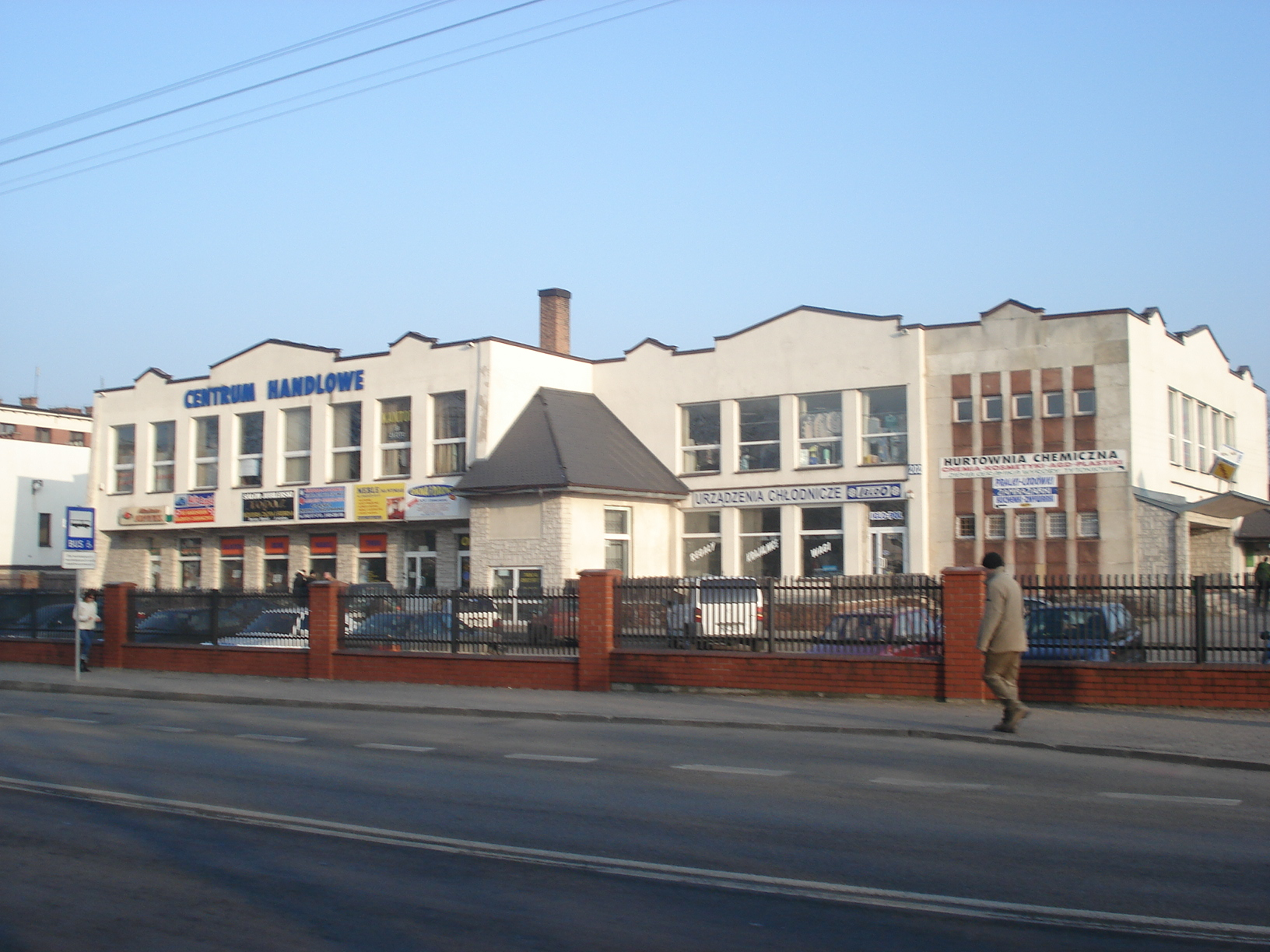
Dom handlowy

Szydłowiec jest jednym z miast Zagłębia Staropolskiego, znajduje się tu także podstrefa SSE Starachowice. Specjalna Strefa Ekonomiczna mieści się przy ulicach Leśnej i Kolejowej oraz przy ulicy Metalowej. Powierzchnia podstrefy wynosi 13,5 ha.
Zakłady znajdujące się w SSE „Starachowice”, w podstrefie „Szydłowiec” to Zakład Elektroniki Przemysłowej „Profel” oraz „Mikrostar – Mechanika Precyzyjna Technologie Specjalne”. Podstrefa posiada teren do zagospodarowania na Pradze.
W Szydłowcu ulokowane są dwa dyskonty spożywcze, znajduje się tu także kilka sklepów franczyzowych.
W mieście znajdują się trzy place handlowe. Targ odbywa się cyklicznie w środy i soboty (z wyjątkiem świąt). W mieście są dwa targowiska miejskie przy ulicy Strażackiej oraz Targowej oraz jeden prywatny bazar „Oleś”.

### Transport
W mieście krzyżują się: droga krajowa nr 7 (będąca częścią trasy europejskiej E77) i droga wojewódzka nr 727 Przysucha – Szydłowiec – Wierzbica. Droga powiatowa Szydłowiec – Iłża – Zwoleń stanowi połączenie tranzytowe z Lublinem. Kolejne drogi powiatowe łączące miasto z Końskimi, Wąchockiem i Starachowicami. Za głównymi zabudowaniami miejskimi, po stronie wschodniej, znajduje się obwodnica, która na skrzyżowaniu z ul. Jastrzębską (droga nr 727) posiada sygnalizację świetlną. Miasto położone jest 29 kilometrów na południe od Radomia i 11 na północ od Skarżyska.
Na przedmieściach znajduje się stacja kolejowa Szydłowiec położona ok. 5 km na wschód od centrum miasta. W czasie II wojny światowej została ona niemalże całkowicie zburzona przez Niemców. Pozostał tylko niewielki fragment, który do dziś pełni funkcję dworca.

## Turystyka

Ratusz miejski

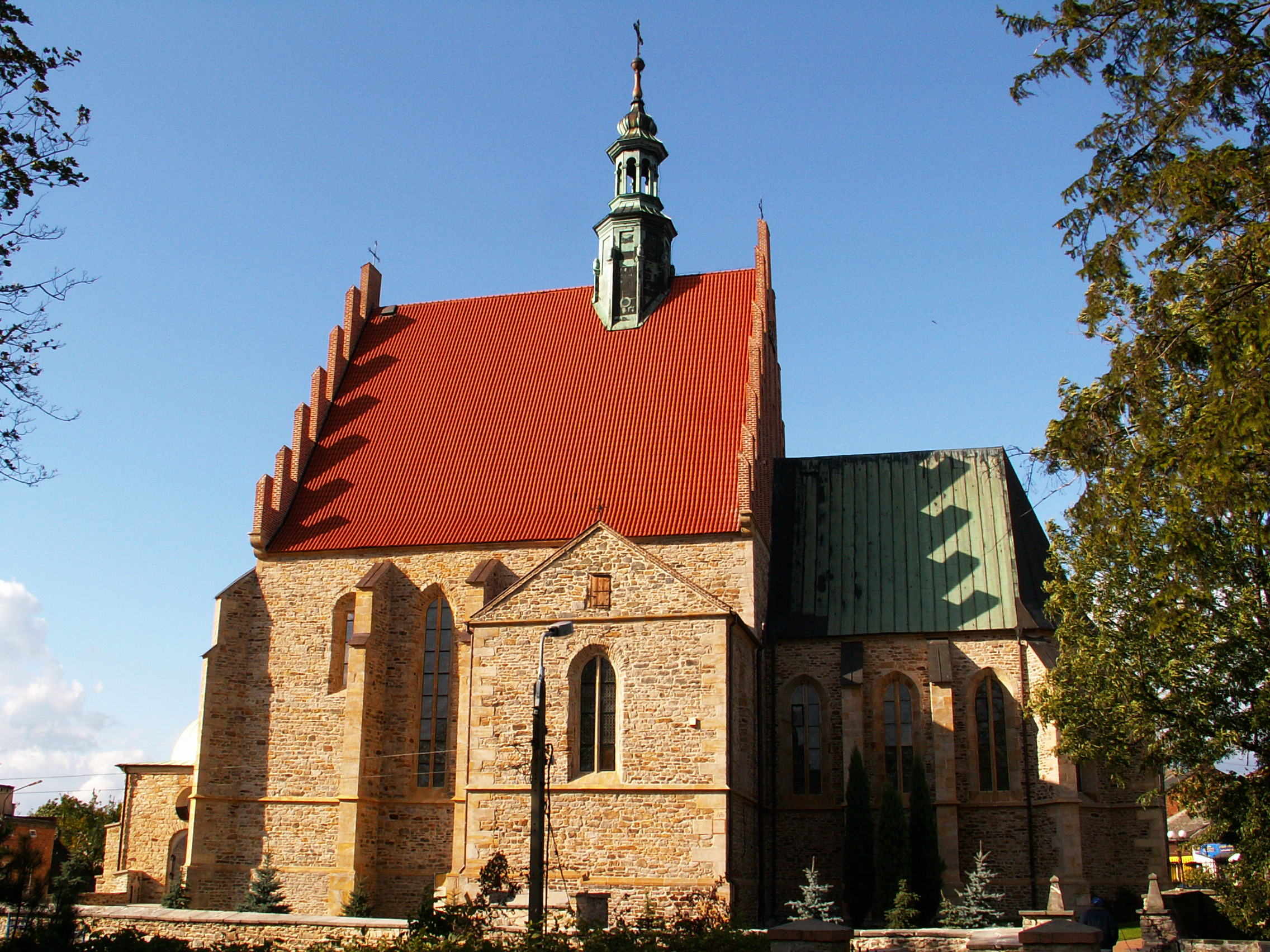
Kościół farny, widok od ul. Zakościelnej

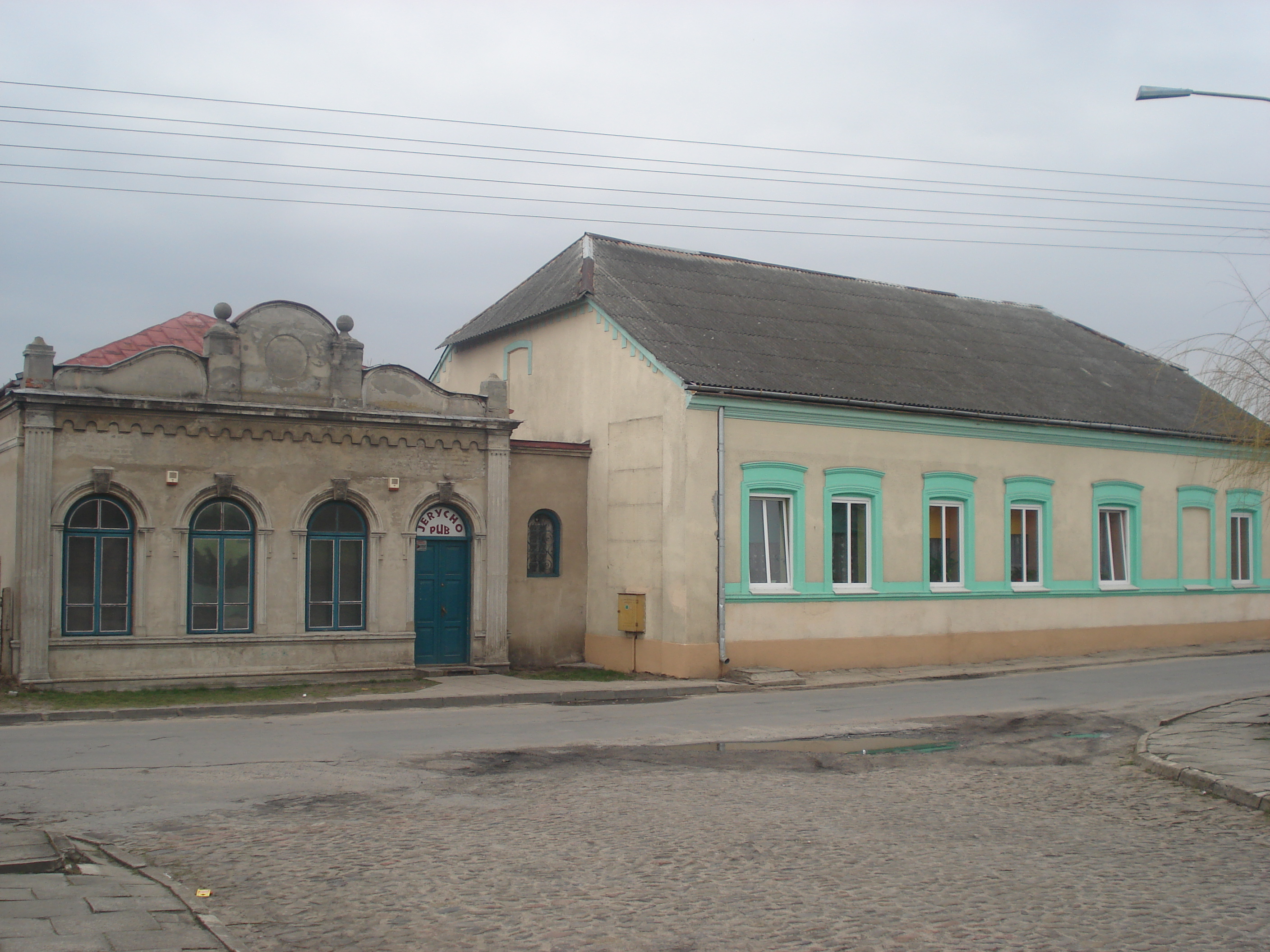
Synagoga Garbarska i dom Najbergów

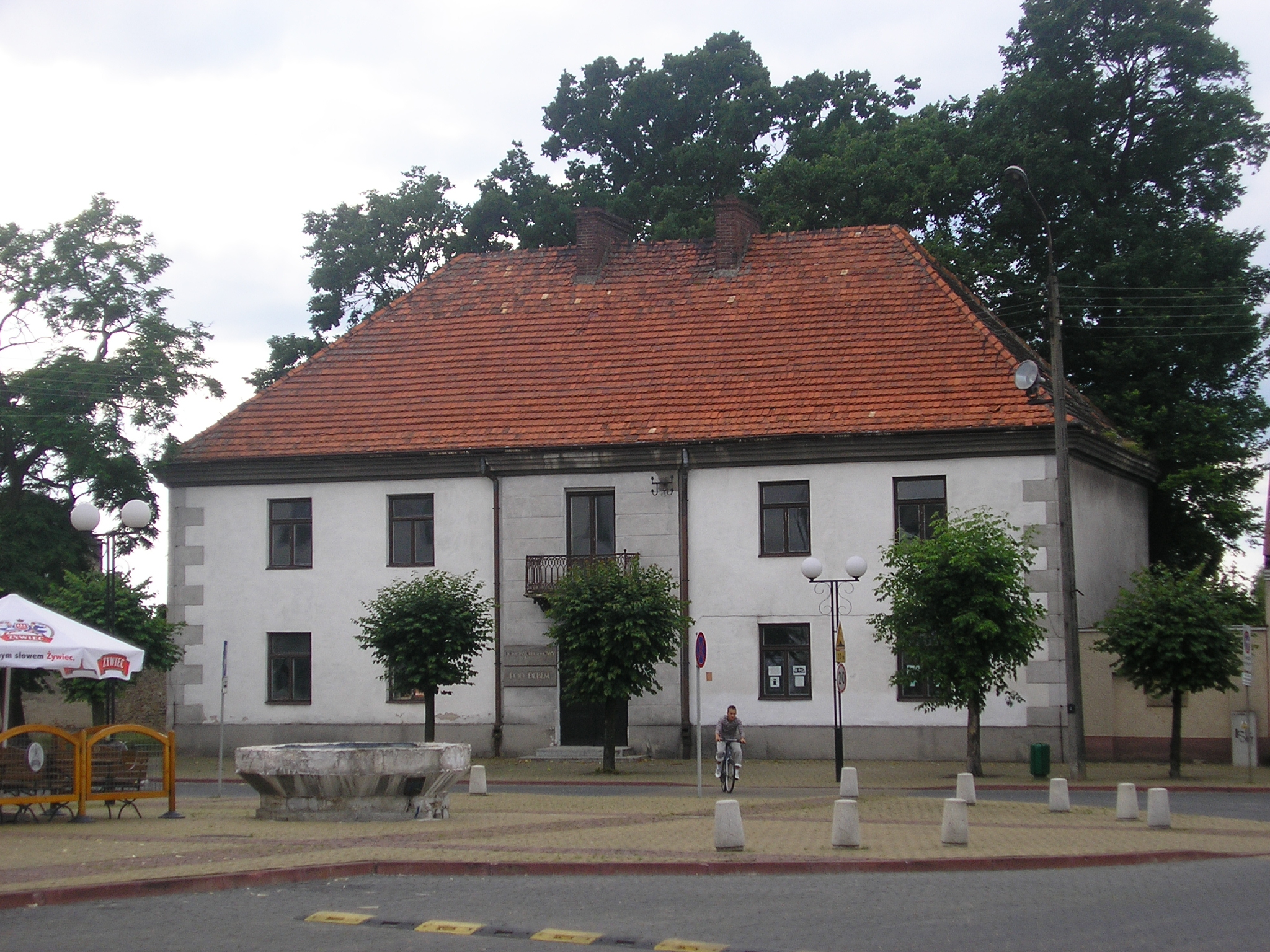
Dom pod Dębem

Z dawnej świetności miasta z czasów Szydłowieckich i Radziwiłłów zachował się ratusz, kościół i zamek. W mieście znajdują się także liczne pomniki, kapliczki i miejsca pamięci. Wokół Szydłowca rozciąga się kompleks lasów, które są pozostałością pierwotnej Puszczy Świętokrzyskiej. Dodatkową atrakcją są nieczynne kamieniołomy objęte formalną ochroną prawną oraz miejski zalew.

### Zabytki
- Zamek – wybudowany przez Stanisława Szydłowieckiego w latach 1470–1480 na miejscu dawnego grodu. Usytuowany jest na sztucznie usypanej wyspie, otoczony fosą w środku Parku Radziwiłłowskiego. W latach 1515–1526 nastąpiła przebudowa i rozbudowa gotyckiego zamku na renesansową rezydencję dokonana przez Mikołaja Szydłowieckiego. Kolejnymi właścicielami zamku byli Radziwiłłowie, którzy dokonali niewielkiej rozbudowy w XVII i XVIII wieku. W 1802 roku zamek oraz dobra szydłowieckie zakupiła księżna Anna Sapieżyna Zamoyska, która odsprzedała go w 1828 roku skarbowi Królestwa Polskiego. Wkrótce potem został wydzierżawiony Maurycemu Engermanowi, który urządził tu magazyn piwa. Nieużytkowany od połowy XIX wieku popadał w ruinę, dopiero w latach 60. XX wieku miał miejsce pełny remont budowli. Zamek oddano miejscowym instytucjom publicznym. Budynek obecnie jest siedzibą Szydłowieckiego Centrum Kultury oraz jedynego w swoim rodzaju w Europie Muzeum Ludowych Instrumentów Muzycznych.
- Kościół farny – wzniesiony u schyłku średniowiecza, w południowej pierzei rynku w 1401 roku. Początkowo był drewniany, w końcu 1493 roku Jakub Szydłowiecki rozpoczął budowę murowanej świątyni, ukończył ją jego brat Mikołaj Szydłowiecki przed 1525, który ufundował większość wyposażenia kościoła oraz kaplice boczne i kruchtę północną. W czasach Radziwiłłów dobudowano kruchtę zachodnią oraz sygnaturkę. Jego późnogotycka bryła nie zapowiada wrażenia, jakie czyni renesansowy wystrój wnętrz. Szczególnie zdobione są złocone ołtarze, późnogotycki poliptyk oraz nietypowy dla gotyckich kościołów płaski modrzewiowy strop. W kościele znajduje się wiele oryginalnych zabytków m.in. płyta nagrobna Mikołaja Szydłowieckiego oraz pomnik nagrobny Mikołaja Radziwiłła i jego żony Marii w kształcie śpiącej Ariadny. Kościół posiada również XIX-wieczne organy, używane także do celów koncertowych.
- Ratusz – zlokalizowany w centrum miasta, zgodnie z tradycjami średniowiecznymi, w Rynku Wielkim. Budowla ta powstała w latach 1602–1629 i należy do najlepiej zachowanych późnorenesansowych zabytków w Polsce. Obecnie budynek jest otynkowany na biało. Ratusz zbudowany jest na planie prostokąta, posiada w każdym rogu niewielką wieżyczkę. W części wschodniej budowli umieszczona jest wysunięta na zewnątrz wieża, wzniesiona na planie kwadratu, u góry ośmioboczna. Wieża sklepiona jest renesansowym hełmem z sygnaturką. Poniżej znajduje się balkon, a pod nim cztery zegary. W podziemiu wieży znajdowało się więzienie. Na piętrach umieszczone są okna z kamiennymi obramieniami i gzymsami. Łukowate okna w attyce wybite zostały w XIX wieku. Obecnie ratusz jest siedzibą władz miejskich: burmistrza i zarządu miejskiego, ponadto mieści się tu Urząd Stanu Cywilnego i Wydział Spraw Obywatelskich. W wykutej w skale piwnicy ratusza znajduje się kawiarnia Piwnica Szydłowiecka.
- Synagoga Garbarska – znajduje się w północnej części miasta, na Pradze. Została zbudowana w 1730 roku dla żydowskich robotników pracujących w miejscowej garbarni oraz rodziny Ajzenbergów, którzy byli właścicielami owej garbarni. Podczas II wojny światowej, hitlerowcy zdewastowali synagogę. Po zakończeniu wojny budynek synagogi przez wiele lat stał opuszczony, w kolejnych latach mieściła się w nim świetlica spółdzielni garbarskiej „ASCO”, następnie sala konferencyjna i korytarz, a obecnie lokal gastronomiczny. Do zachodniej ściany dobudowano obiekt, w którym znajduje się scena. Do strony północnej budynku, dobudowany jest dom garbarski z drewnianą kuczką.
- Dom pod Dębem – gmach mieści się w zachodniej części rynku. Budynek wybudowany został w 1819 r. z fundacji Anny Sapieżyny w stylu klasycystycznym. Początkowo mieściła się w nim szkoła elementarna, później (XX-lecie międzywojenne) Biblioteka Powszechna, a po wojnie w latach 70. hotel. Jest jednym z nielicznych zabytków drobnomieszczańskich tego stylu w rejonie kielecko-radomskim.
- Kamienice – w Szydłowcu znajduje się wiele zabytkowych kamienic, najstarsze pochodzą z XIX wieku, zbudowane są w miejscu dawnych renesansowych kamienic oraz drewniaków z podcieniami. Większość z nich znajduje się przy Rynku Wielkim oraz ulicach Radomskiej, Kamiennej i 1 Maja.
- Browar – browar zlokalizowany przy ul. Sowińskiego powstał w I połowie XIX wieku i był własnością właścicieli miasta. Gdy dobra zamku i miasta zostały sprzedane skarbowi państwa został wydzierżawiony, a następnie wykupiony przez przemysłowców. W latach 1951–1962 w jego zabudowaniach mieścił się internat dla uczennic I LO im. H. Sienkiewicza. Obecnie znajduje się tam rozlewnia wód gazowanych „DAN” oraz dom weselny „Lodownia”.
- Pomnik Tadeusza Kościuszki – najstarszy, zachowany w pierwotnym miejscu posąg w Szydłowcu. Znajduje się po południowej części Rynku Wielkiego, w Skwerze Rynkowym. Pomnik został wzniesiony w 1921 r. dzięki fundacji społeczeństwa miasta.
- Pręgierz – znajduje się przed gmachem ratusza. Jest to późnorenesansowa kolumna wykonana z piaskowca szydłowieckiego, na głowicy której umieszczono w XIX wieku kulę. Zdobią go maszkarony z metalowymi uchwytami.
- Kolumna „Zośki” – pełniąca prawdopodobnie funkcję pręgierza manierystyczna kolumna ozdobiona liśćmi, zwieńczona platformą okoloną żelazną balustradą. Na platformie mieści się posąg kobiety, tradycyjnie zwany „Zośką”. Przez jakiś czas kolumna wykorzystywana była jako nagrobek ks. Stanisława Straszaka (zm. 1833) na cmentarzu parafialnym. Na Rynek Wielki powróciła w 2004 roku. Oficjalne odsłonięcie zrekonstruowanego pomnika nastąpiło w listopadzie 2009 roku.
- Cmentarz parafialny – nazywany czasem cmentarzem chrześcijańskim. Założony został na początku XIX wieku, na południe od miasta. Najstarsze nagrobki pochodzą sprzed 1811 roku. Podzielony jest na trzy części: stary, środkowy i nowy cmentarz. Prócz grobów katolickich znajdują się tam groby protestantów i prawosławnych. Cmentarz został zbombardowany w czasie II wojny światowej.
- Kirkut – zlokalizowany jest w północno-wschodniej części miasta, zamieszkanej dawniej przez szydłowieckich Żydów. Do czasu powstania gminy żydowskiej w Bodzentynie, służył również tamtejszym Żydom. Kirkut jest jednym z największych cmentarzy mozaistów w Polsce. Zachowały się liczne stele nagrobne tzw. macewy, zdobione płaskorzeźbami przedstawiającymi symbole odnoszące się do pochodzenia i życia zmarłych. Cmentarz jest obecnie rozległym lapidarium gromadzącym około 3000 nagrobków.
- Kościół szpitalny – położony na zbiegu obecnej ulicy Zamkowej i Radomskiej, pw. Świętego Ducha i Świętej Anny. Wybudowany został w 1529 roku przez Mikołaja Szydłowieckiego, w XVIII wieku zaczął popadać w ruinę, a w XIX wieku spłonął podczas pożaru miasta. Obecnie na jego miejscu mieści się kamienny krzyż.
- Synagoga Główna – mieściła się w rogu ulic Bóżniczej i Żydowskiej, powstała w 1711 r. i została zburzona podczas II wojny światowej. Dziś w tym miejscu znajduje się Zespół Szkół Ogólnokształcących im. Henryka Sienkiewicza.

### Przyroda

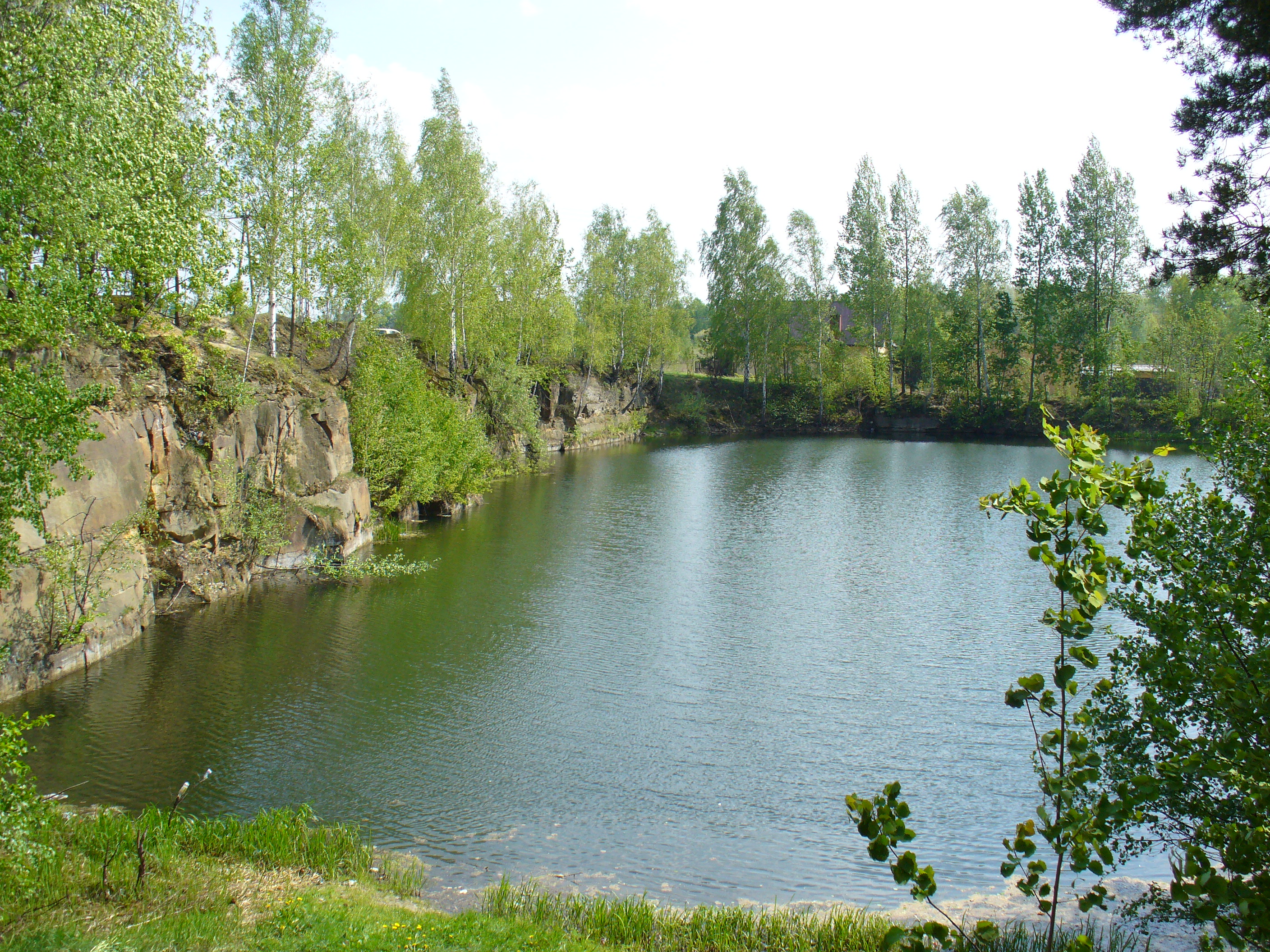
Kamieniołomy Szydłowieckie

Przez Szydłowiec przebiega Obszar Chronionego Krajobrazu Lasy Przysusko-Szydłowieckie.
W granicach miasta i najbliższej okolicy znajdują się dość gęste lasy mieszane z przewagą drzew iglastych. Ciągną się one na południe i południowy zachód od miasta. Rosną tu przede wszystkim sosny i brzozy, ale również modrzewie, buki, cisy, wiązy, jodły i dęby. Ich znaczące okazy można podziwiać w najbliższej okolicy: buk w lasach majdowskich, modrzew polski w okolicy G. Huta, dąb czerwony i cisy w Aleksandrowie, wiąz na Wymysłowie, dąb w Sadku. Te formacje są chronione w rezerwatach przyrody:
- Ciechostowice
- Cisowy Majdów
- Cisowy Skarżysko

Przyrodniczymi zabytkami Szydłowca są liczne kamieniołomy: „Podkowiński”, „Pikiel” oraz „Polanki”. Pierwsze dwa zalane są wodą, natomiast ostatni z nich pokryty jest zielenią.

### Tereny zielone
W Szydłowcu znajduje się dwa parki (nominalnie trzy), las miejski i kilka skwerów:
- Park Radziwiłłowski (Ogród Zamkowy) – w śródmiejskiej części Szydłowca, pomiędzy ul. Kąpielową, Zamkową i Ogrodową. Najstarszy zieleniec miasta urządzony w XVII w. w stylu włoskim, reorganizowany w pierwszej połowie XIX w. według wzorów angielskich. Zaniedbany w ciągu stulecia, ponownie założony w 50. XX w. jako park miejski, reorganizowany w 2007–2014. Park ma charakter spacerowy i rekreacyjny, z placem zabaw oraz siłownią plenerową. Znajdują się w nim liczne nasadzenia zabytkowych drzew oraz zbiornik wodny, fosa wokół zamku z XV w.
- park przy zalewie – położony pomiędzy ul. Folwarczną, Partyzantów, Spacerową i Kamienną. Zorganizowany w 70. XX w. jako zieleniec ośrodka sportu i rekreacji z zalewem kąpielowym, domkami letniskowymi, muszlą koncertową. Ma silnie zaznaczone funkcje rekreacyjne. Zreorganizowany w 2014–2018 otrzymał boiska sportowe, zorganizowane kąpielisko oraz infrastrukturę rekreacyjną m.in. plac zabaw, altany oraz miejsca do grillowania i rozpalania ogniska.
- Park Niepodległości – właściwie skwer. Urządzony w 50. XX w. na dawnym pl. Niepodległości, pomiędzy ul. Kościuszki, Bankową, Widok i 1 Maja. Znajdują się w nim liczne pomniki i tablice pamiątkowe.
- Skwer im. Józefa Piłsudskiego – pomiędzy ul. Kościuszki, Widok i pl. Konopnickiej. Zorganizowany w 40. XX w. na obszarze zajmowanym wcześniej przez Synagogę Główną, cmentarz żydowski, mykwę oraz domy mieszkalne zniszczone w trakcie II wojny światowej. Znajdują się w nim pomnik Józefa Piłsudskiego, kolumna górników skalnych i kamieniarzy oraz tablica pamiątkowa na miejscu dawnej synagogi.
- Skwer Staromiejski – w południowej pierzei Rynku Wielkiego. Zorganizowany w drugiej połowie XIX w., urządzony w 1922. Znajduje się w nim pomnik Tadeusza Kościuszki.
- Korzonek – na południowych obrzeżach miasta, przy ul. Hubala. Nieurządzony las miejski z licznymi zbiornikami wodnymi powstałymi w wyniku zalania dawnych wyrobisk kamieniarskich, m.in. kamieniołomy „Pikiel” i „Podkowiński”, będącymi pomnikami przyrody, stanowiskami obserwacji geologicznej oraz zabytkami techniki (nie objęte ochroną prawną). Jest częścią Lasów Przysusko-Szydłowieckich.

## Oświata

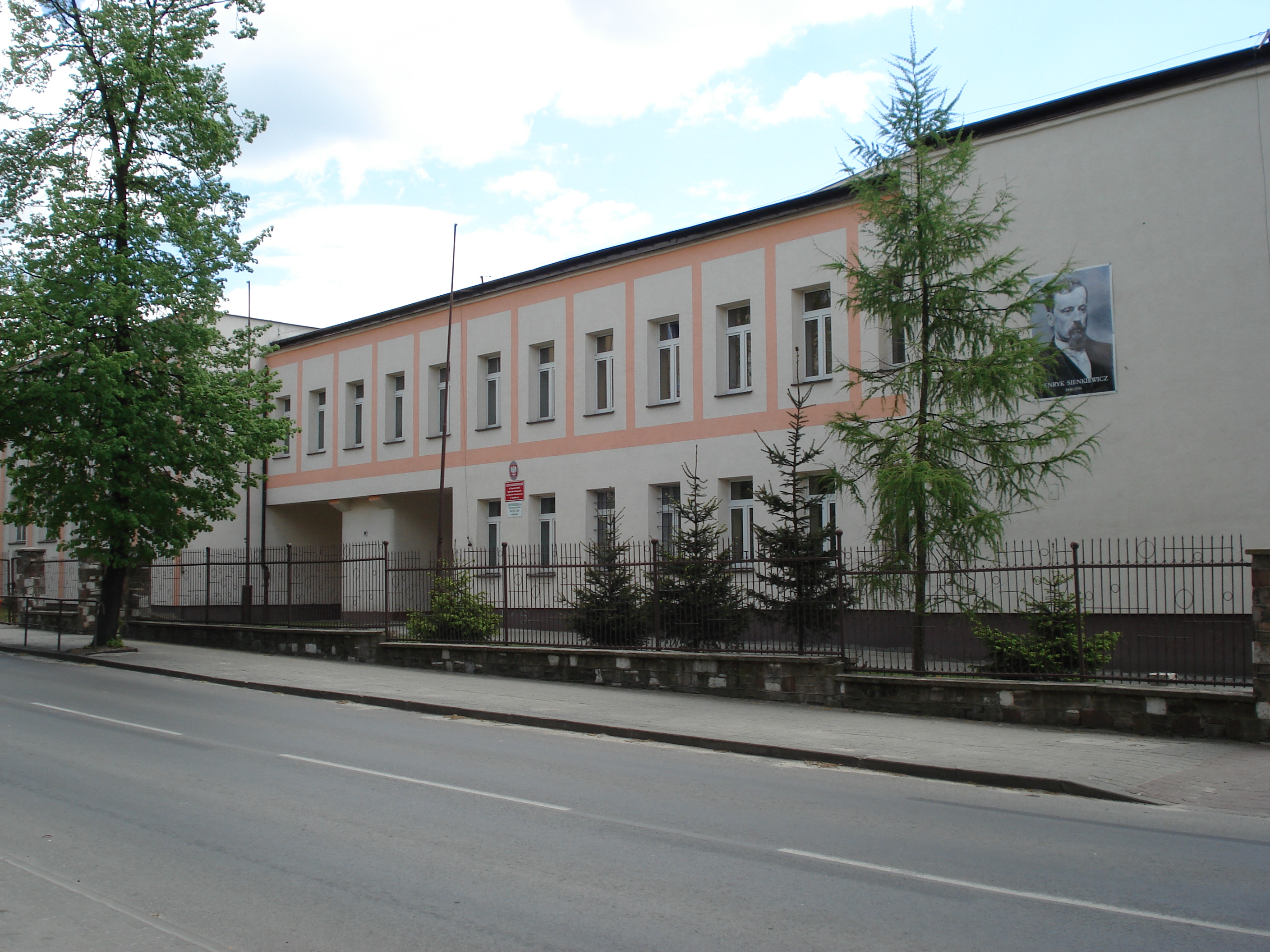
ZSO im. H. Sienkiewicza

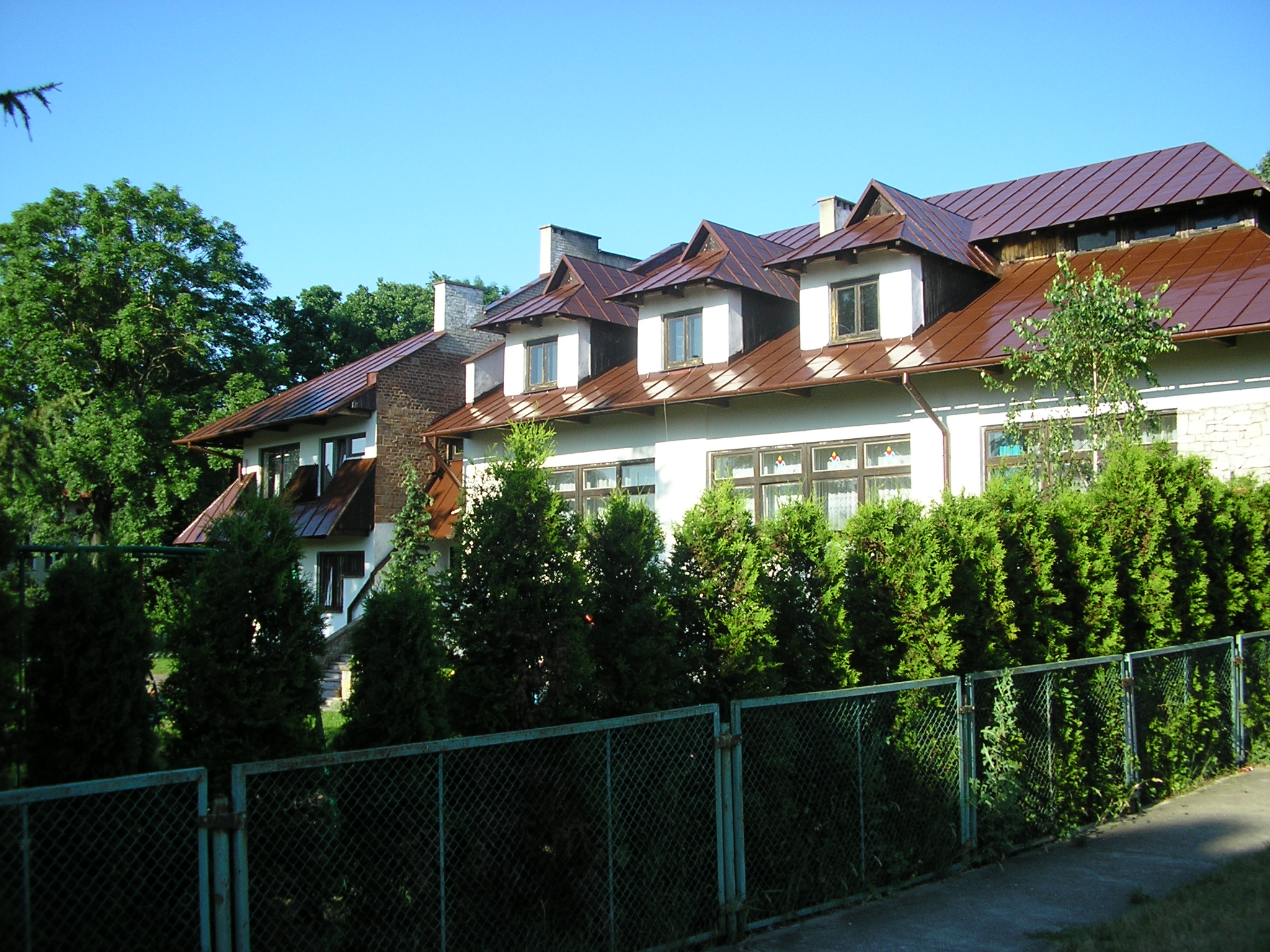
Dom katechetyczny oraz Przedszkole sióstr michalitek

Pierwsza szkoła parafialna w mieście istniała już przed 1529, kiedy to erygowano kościół Św. Ducha i św. Anny. Nauka odbywała się w języku polskim. Jej rekrutem był jeden z mansjonarzy, nauczaniem i zarządzaniem szkołą zajmował się bakałarz. Uczniowie tworzyli szkołę chóralną obu kościołów. W końcu XVII zrezygnowano z pracy bakałarza, a jego obowiązki przejęli mansjonarze. Szydłowianie pojawiają się również wśród słuchaczy Akademii Krakowskiej. W okresie staropolskim (lata 1400–1642) było ich co najmniej 26; wśród nich Jan Szydłowiecki (1451–1528; profesor w 1478) i Jan Władysław Omiecki (mistrz nauk wyzwolonych i doktor filozofii w 1638). Nie są znane dalsze losy szkoły parafialnej. W 1819 Anna Jadwiga Sapieżyna ufundowała szkołę elementarną. Była ona utrzymywana zarówno przez hrabinę, jak i radę miasta i osiadłą tu drobną szlachtę. W pierwszym roku (1819/1820) nauki pobierało 100 uczniów. Stosowano w niej prekursorską w szkołach powszechnych metodę dydaktyczną „wzajemnego uczenia się” w trzech klasach („początkowej”, „postępujących” i „doskonalących się”). W 1839–1849 istniała tu Szkoła Rzemieślnicza Niedzielna, w której kształcono terminatorów w zawodach: szewskim, ślusarskim, garncarskim, blacharskim, kowalskim, bednarskim, siodlarskim, tkackim i kamieniarskim.
Obecnie w Szydłowcu kształci się na poziomach: przedszkolnym, podstawowym, średnim ogólnokształcącym, średnim technicznym, średnim zawodowym oraz technicznym policealnym. Miasto i gmina programem rejonizacji obejmuje uczniów szkół podstawowych i częściowo także wychowanków przedszkoli. Kształcenie prowadzone jest w 15 instytucjach:
Żłobki:
- Miejski Zespół Żłobków (ul. T. Kościuszki 225A)

Przedszkola:
publiczne:
- Przedszkole Samorządowe nr 1 im. Tęczowego Misia (ul. Wschodnia 7),
- Przedszkole Samorządowe nr 2 z Oddziałami Integracyjnymi (ul. S. Staszica 3a),

niepubliczne:
- Integracyjne Przedszkole Montessori z Oddziałami Specjalnymi (Metalowa 29),
- Przedszkole Rzymskokatolickie Zgromadzenia sióstr michalitek (ul. Zakościelna 3),
- Niepubliczne Przedszkole „Kolorowa Stonoga” (ul. Kąpielowa 4),
- Niepubliczne Przedszkole „Kreatywne Dzieciaki” (ul. St. Staszica 19),
- Niepubliczne Przedszkole „Królestwo Przedszkolaka” (ul. Radomska 4A),
- Przedszkole Niepubliczne „Akademia Tygrysków” (ul. S. Moniuszki 11/3),
- Niepubliczny Punkt Przedszkolny „Strefa Karolka” (ul. Kamienna 70),

Szkoły podstawowe:
- Publiczna Szkoła Podstawowa nr 1 z Oddziałami Integracyjnymi im. Jana III Sobieskiego (ul. Wschodnia 19),
- Publiczna Szkoła Podstawowa nr 2 im. Jana Pawła II (ul. Wschodnia 57).

Szkoły ponadpodstawowe:
- Zespół Szkół Ogólnokształcących im. Henryka Sienkiewicza (ul. Zamkowa 1),
- Zespół Szkół im. Korpusu Ochrony Pogranicza (ul. T. Kościuszki 39).

Szkoły policealne:
- Publiczna Szkoła Policealna im. Mikołaja Kopernika (ul. Folwarczna 4)[53].

## Kultura
W Szydłowcu funkcjonuje samorządowy ośrodek animacji kultury Szydłowieckie Centrum Kultury – „Zamek” oraz trzy instytucje o podobnym charakterze, prowadzone przez organizacje pozarządowe. Najstarszym, działającym od 1990 jest związany ze środowiskiem rzymskokatolickim Klub Inteligencji Katolickiej. Organizuje on prelekcje i wykłady dotyczące ważnych problemów życia publicznego w odniesieniu do doktryny katolickiej nauki społecznej. Instytucją skupiającą swoją działalność na żydowskim dziedzictwie miasta jest założony w 2007 Ośrodek Edukacyjno-Kulturalny „Szydłowiecki Sztetl”. Od 2009 działa również związany ze środowiskiem lewicowym Klub „Krytyki Politycznej”.
W Szydłowcu znajdują się dwa muzea: Muzeum Ludowych Instrumentów Muzycznych i Muzeum Historii Szydłowca (od 2014). W 1984–1990 funkcjonowało w organizacji Muzeum Górnictwa Skalnego i Kamieniarstwa.
W mieście znajdują się trzy książnice publiczne: Regionalne Centrum Biblioteczno-Multimedialne (ul. Kolejowa 9B), Powiatowa Biblioteka Publiczna (ul. Zamkowa 1) i filia (nr 7) Biblioteki Pedagogicznej w Radomiu (ul. S. Staszica 3).
Instytucjonalne życie muzyczne Szydłowca zorganizowane jest wokół czterech środowisk. Funkcje pedagogiczne spełnia Społeczne Ognisko Artystyczne, od 1956 kształcące instrumentalistów w grupach: fortepianu, skrzypiec i akordeonu, które tworzy zespół kameralny „Pol–Orffa”. Obok niego w mieście działają Miejska Orkiestra Dęta, Chór „Gaudium Canti” oraz Zespół Pieśni i Tańca „Obertas” (od 1984).
W mieście działa studyjne Kino „Górnik” (ul. Strażacka 1).
Wśród cyklicznych, oryginalnych, miejscowych wydarzeń znajdują się festiwale kultury: Dni Kultury Żydowskiej „Mazel Tov” (kwiecień), Szydłowiecka Wiosna Kulturalna (kwiecień – czerwiec). Obok nich przeglądy literackie i muzyczne m.in. Turniej Poezji i Muzyki Renesansu „O złoty kroksztyn szydłowieckiego zamku” (marzec), Szydłowieckie Spotkania Orkiestr Dętych (2. poł. maja), „Wianki” (weekend w ok. 22 czerwca), Szydłowieckie Spotkania Chóralne im. Zofii Stachowskiej (wrzesień). Organizowany jest również przegląd twórczości teatralnej i widowiskowej Ogólnopolski Przegląd Teatrów Amatorskich – Zamkowe Spotkania Teatralne „O Laur Złotego Gargulca” (2. poł. maja) oraz imprezy ludyczno-historyczne, np. Turniej Rycerski „O szablę Mikołaja i Krzysztofa Szydłowieckich” (wrzesień).
Spośród wydarzeń folklorystycznych organizowane są corocznie: Przegląd Kapel i Zespołów Ludowych Stylizowanych im. Jana Derlety (wrzesień), Ogólnopolski Przegląd Folkloru (październik), Ogólnopolski Przegląd Twórczości – Szydłowieckie Prezentacje Skrzypków Ludowych im. Mariana Bujaka (październik) oraz dożynki gminne „Szydłowieckie Wieńcowanie”, łączone niekiedy z jarmarkiem odpustu parafialnego w Szydłówku (8–9 września).
Szydłowiec jest także siedzibą corocznych: Pleneru Malarskiego Artystów Mazowsza im. Władysława Aleksandra Maleckiego oraz Szydłowieckiego Pleneru Fotograficznego im. Jerzego Szepetowskiego „Szydłowiec w obiektywie”.
Ważnym świętem patriotycznym, obchodzonym w Szydłowcu jest rocznica wybuchu powstania styczniowego. Wspólnie z Bodzentynem organizowane są centralne obchody rocznicowe Stycznia 1863.
Wydarzeniami cyklicznymi o charakterze jarmarku są targi wielkanocne i bożonarodzeniowe, „Szydłowieckie Zygmunty”, organizowane jako święto miasta w okresie 1–3 maja (2 maja: św. Zygmunta, patrona miasta) oraz jarmark na odpust parafialny MB Szkaplerznej (16 lipca). W Niedzielę Palmową ma również swoje miejsce religijno-ludyczny zwyczaj obwożenia figury Jezuska Palmowego.
W 2005 miasto wraz z powiatem było laureatem konkursu Marszałka Województwa Mazowieckiego „Stolica Kulturalna Mazowsza”.

### Prasa
Szydłowiec jest miejscem ukazywania się pięciu tytułów czasopiśmiennych. Najczęściej wychodzi „Echo Szydłowieckie” jako tygodniowy dodatek do redagowanego w Radomiu „Echa Dnia” (mutacji dla obszaru b. woj. radomskiego). Rzadziej wychodzi „Dwutygodnik Szydłowiecki”, lokalny periodyk społeczno-polityczny obejmujący problemowo obszar powiatu szydłowieckiego (z redakcją w Starachowicach). Ukazuje się on od 2002, najpierw jako „Tygodnik Szydłowiecki”, a od 2018 przy rzadszym publikowaniu nowych numerów pod obecnym tytułem. Najstarsze tradycje redakcyjne ma „Głos Ziemi Szydłowieckiej”, ukazujący się w 1956–2001 jako „Głos Szydłowiecki”. Jest to kwartalnik społeczno-kulturalny, podejmujący również tematykę polityczną bez oznaczonej linii ideologicznej. Od 2003 ukazują się również „Dom na Skale” i „Gazeta Szydłowiecka”. Pierwszy wychodzi jako miesięcznik. Wywodzi się ze środowiska kościelnego i utrzymany jest w duchu konserwatywnym. Obok tematów lokalnych podejmuje także ogólnopolską i światową problematykę społeczno-polityczną. Drugi z nich ukazuje się jako aperiodyk, planowo dziennik.
Od 2010 roku działa internetowy portal „Nasz Szydłowiec” założony i prowadzony przez Marcina Banaszczyka. Portal ten powoli zmienia się w internetową telewizję lokalną.

## Religia
Miasto jest siedzibą dekanatu, który jest częścią diecezji radomskiej, ta zaś jest sufraganią metropolii częstochowskiej. Rzymscy katolicy przynależą do trzech parafii obejmujących terytorium miasta. Większość należy do parafii św. Zygmunta w Szydłowcu, mieszkańcy Osiedla Wschód są wiernymi parafii Narodzenia Najświętszej Maryi Panny w Szydłówku, zaś ul. Sosnowej parafii Matki Boskiej Nieustającej Pomocy w Hucie. Przy parafii św. Zygmunta pracują siostry michalitki, które prowadzą przedszkole parafialne, świetlicę „Nazaret” oraz lekcje religii w szydłowieckich placówkach oświatowych. Aktualnie na terenie miasta znajduje się jedna świątynia – kościół farny św. Zygmunta, w historii miasta występuje druga – kościół przyszpitalny św. Ducha i św. Anny, który spłonął pod koniec XIX wieku.
W mieście mieszkają także dwie rodziny mariawickie, należące do parafii Przemienienia Pańskiego w Wierzbicy, która jest częścią diecezji warszawsko-płockiej Kościoła Starokatolickiego Mariawitów w RP. W Szydłowcu działalność prowadzi zbór Świadków Jehowy, który posiada salę królestwa przy ulicy Północnej 6. W kamienicy przy ulicy Radomskiej 2 na piętrze znajduje się kaplica Kościoła Chrześcijan Wiary Ewangelicznej i Gospel Forum.

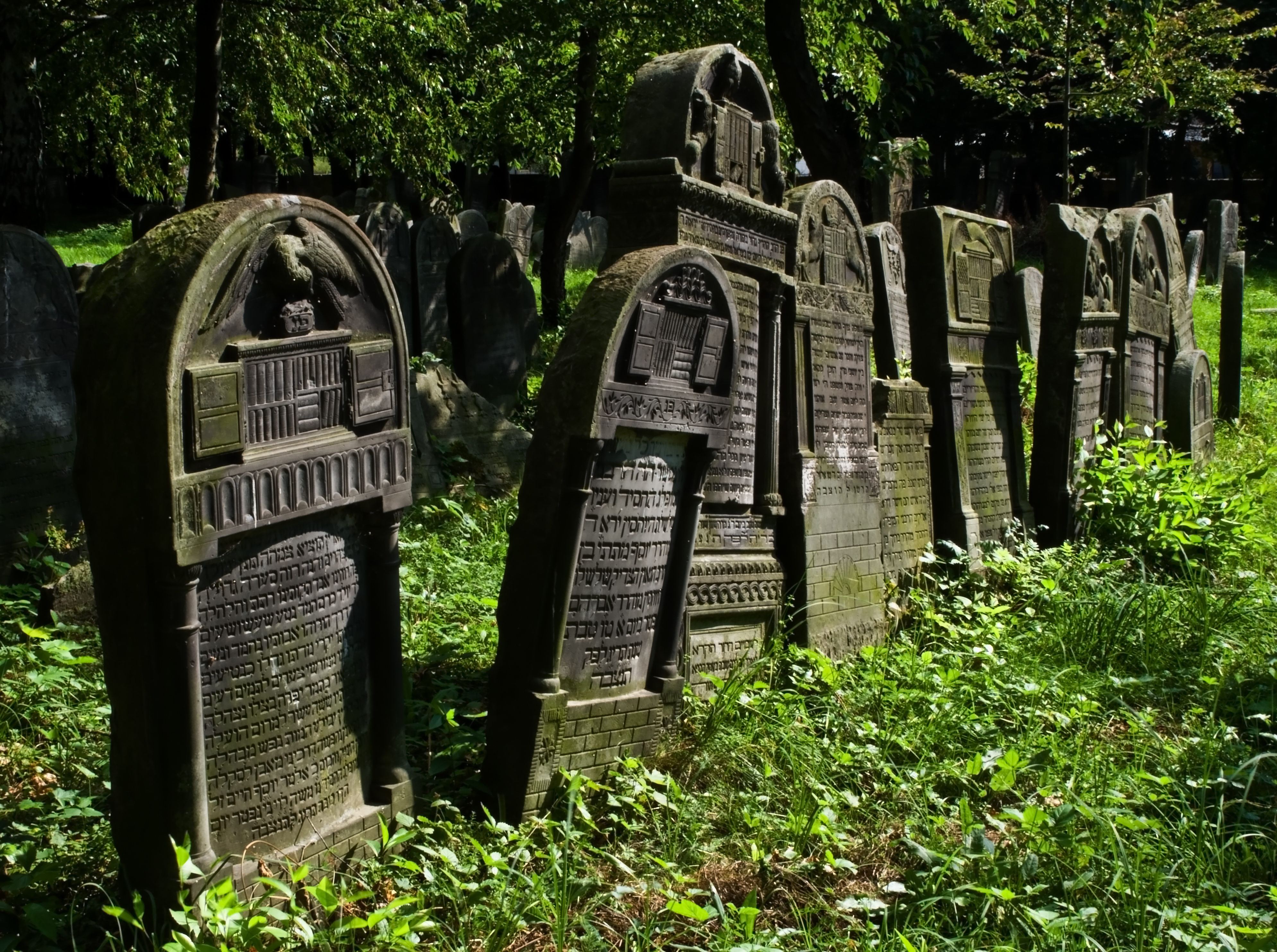
Macewy na cmentarzu żydowskim

Szydłowiec od XVIII wieku do okresu II wojny światowej był dużym skupiskiem żydowskim. Mieściły się tutaj dwie synagogi: garbarska oraz publiczna, przy której istniała jedna z większych w Polsce nekropolii żydowskich – kirkut szydłowiecki.
W połowie XVI wieku właścicielem Szydłowca był Mikołaj Radziwiłł zwany Czarnym. Około 10 marca 1564 roku zamknął kościół farny w Szydłowcu, co nie było jednoznaczne z przekształceniem go na kościół protestancki. Otwarcie kościoła nastąpiło pomiędzy majem 1565 a początkiem 1567 roku, dzięki staraniom Mikołaja Krzysztofa Radziwiłła zwanego Sierotką. Parafia protestancka istniała już w Szydłowcu przed Radziwiłłem, ale nabożeństwa nie odbywały się w zamkniętym kościele, tylko na zamku. Wizytacja w 1570 roku podkreśla, że protestantyzm nie natrafił na podatny grunt w parafii szydłowieckiej. Krąg zwolenników protestantyzmu ograniczał się zapewne do sług Radziwiłła, części okolicznej szlachty i niewielkiej grupy szydłowieckich Szkotów.
Na terenie Szydłowca znajduje się jeden czynny cmentarz przy ul. Kamiennej. Najstarszymi szydłowieckimi miejscami pochówku, czynnymi aż do początku XIX wieku były: najpierw drewniany, potem murowany kościół św. Zygmunta, drewniany kościół św. Ducha i św. Anny oraz place wokół kościołów .

## Sport
- MKS Szydłowianka Szydłowiec – piłka nożna
- STS Szydłowiec – tenis stołowy
- RAS Szydłowiec – piłka siatkowa
- Karate „Mushin”
- Victoria Szydłowiec – kick-boxing
- Klub tańca towarzyskiego „Zamek”
- Klub brydżowy „Zamek”

## Administracja rządowa i samorządowa
Szydłowiec jest siedzibą gminy miejsko-wiejskiej i powiatu ziemskiego. Na terenie miasta znajdują się siedziby powiatowych komend Policji i Państwowej Straży Pożarnej. W mieście działa również jednostka ochotniczej straży pożarnej. W 1990–2016 funkcjonowała Straż Miejska. W mieście znajdują się trzy rejonowe urzędy administracji państwowej: Urząd Skarbowy (ul. Widok 6), Powiatowa Stacja Sanitarno-Epidemiologiczna (ul. Metalowa 7) i Powiatowy Inspektorat Nadzoru Budowlanego (ul. Kościuszki 170). Szydłowiec jest siedzibą Sądu Rejonowego (pl. Konopnickiej 7) i Ośrodka Zamiejscowego Prokuratury Rejonowej w Przysusze. Rezerwiści zamieszkujący Szydłowiec podlegają pod Wojskową Komendę Uzupełnień w Radomiu.
Od 1990 miasto jest częścią gminy miejsko-wiejskiej Szydłowiec, z której terenami wiejskimi prowadzi jednolitą politykę samorządową. Organem wykonawczym jest burmistrz (od 2014 Artur Ludew), zarządzający gminą przy pomocy Urzędu Miejskiego. Organem stanowiącym prawo miejscowe i kontrolnym wobec burmistrza jest Rada Miejska.

### Miasta partnerskie
- Beynes
- Rzeżyca
- Troki
- Turda